# テラフォーマーズ
『テラフォーマーズ』（TERRA FORMARS）は、貴家悠（原作）、橘賢一（作画）による日本の漫画作品。略称は「テラフォ」。
火星のテラフォーミング用に放たれたことで人型へと進化したゴキブリ「テラフォーマー」と、それを駆除するために特殊な手術を施された人間との戦いを描いたSF漫画。
2011年、『ミラクルジャンプ』（集英社）創刊号より連載を開始し、同年6号まで掲載された（第1部）。同年、『週刊ヤングジャンプ』（同社）27号（2011年6月16日発売）にて、『ミラクルジャンプ』版の22年前のエピソードである西暦2577年が舞台の、『テラフォーマーズ1』（TERRA FORMARS ONE）が掲載された。
2012年、『週刊ヤングジャンプ』22・23合併号より新たに『ミラクルジャンプ』版の20年後である西暦2619年を舞台にした『TERRA FORMARS テラフォーマーズ』の連載が開始された（第2部）。
2013年版『このマンガがすごい！』オトコ編で1位、『全国書店員が選んだおすすめコミック2013』で2位を獲得した。2021年11月時点でシリーズ累計部数は2200万部を突破している。
2014年にテレビアニメ化、OVA化。2016年に実写映画化された。
原作者・貴家悠の病気療養のため、ヤングジャンプ2017年15号より休載。2018年4月26日発売の21・22合併号より連載再開された。その後、41号から49号にかけても貴家の体調不良により休載。50号より連載再開されたが、52号での掲載をもって、しばらく休載することが発表された。
2024年3月18日、ヤングジャンプ2024年18号から連載再開となることが発表された。

## あらすじ
本作品は26〜27世紀という未来が舞台だが、文明の進歩が停滞してしまっているという設定のため、人々の生活は21世紀とほぼ同じレベルの描写がされている。また、人口増加や資源の枯渇・貧富の格差などに多くの国が現代以上に深刻な問題を抱えている。
テラフォーマーズ1
西暦2577年、ジョージ・スマイルズなど宇宙飛行士6名の乗組員は、国連航空宇宙局（U-NASA）の開発責任者M・K・デイヴスの指示のもと、21世紀に行われたテラフォーミングの調査および生息するゴキブリの捕獲、そして2500年以降に送られた無人機の通信途絶の原因を調査するため、有人宇宙艦バグズ1号に搭乗し、40日間の航行の末に火星に降り立つ。火星へ到着しドアを開けた直後、人間大の姿に異常進化したゴキブリに襲われ、乗組員は銃器を用いて応戦するも、歯が立たず、瞬く間に4名の乗組員は命を落とす。ジョージもゴキブリの圧倒的な力によって瀕死の重傷を負いながらも、剣によって頭部を切り落とし、腹部を切り裂くことでようやくゴキブリを倒す。切り落とした頭部を地球へ送った後、ジョージが振り返ると、そこには10数体の同種のゴキブリが待ち構えていた。
帰還者0名の惨事の一切を公表しないことを決めたアレクサンドル・グスタフ・ニュートンは火星から送られてきたゴキブリの頭部を見て「我々は人間を超える」とつぶやき、孫のジョージを含めた乗組員6名に感謝しつつ、次世代へゴキブリに立ち向かった勇気を受け継がせることを誓う。
第1部 （1st MISSION - 6th MISSION〈単行本1巻〉）
西暦2599年、火星のゴキブリを駆除・清掃するために地球を発った宇宙船・バグズ2号の乗組員15名は、火星にて異常進化を遂げたゴキブリ「テラフォーマー」の襲撃に遭う。艦長ドナテロ・K・デイヴス始め小町小吉ら乗組員たちは「火星の厳しい環境下での任務遂行」の名目で受けさせられた「バグズ手術」によって昆虫人間へと変身し対抗を試みる。しかし数で勝るテラフォーマーの想像以上の力や、テラフォーマーの力を独占しようとする科学者の本多晃に唆された蛭間一郎たちの思惑に翻弄され仲間を失っていく。最終的には小吉と一郎の2名のみが、辛うじて火星を脱出する。
第2部（第1話 - 第173話〈単行本2 - 17巻〉）
バグズ2号の失敗を受け、U-NASAは長らく火星開発を凍結していた。しかし、図らずもバグズ2号の帰還の際に持ち込まれたと見られる致死率100%の火星由来の「A・Eウイルス」による被害者が増加していた。そのため火星でテラフォーマーをサンプルとして捕獲し、それによってワクチンを作るという名目で「アネックス計画」が立案される。同時期、火星探索チームの艦長となった小町小吉とバグズ2号艦長の娘で父から遺伝したバグズ能力を持つミッシェル・K・デイヴスは、生まれながらにしてバグズ能力を持つ青年・膝丸燈に出会う。A・Eウイルスの病で幼馴染を亡くした燈は、同じ病の子供を救うワクチンのためにアネックス計画に加わる。
そして西暦2620年、小吉を艦長とする大型宇宙艦・アネックス1号によって100名の乗組員が火星に送り込まれた。しかしアネックス1号は着陸前からテラフォーマーの襲撃に逢い、乗組員たちは六班に別れて不時着する。各班はアネックス1号での合流を目指すが、20年前のバグズ乗組員たちの遺体から特性を盗んだテラフォーマーに襲撃され、乗組員たちは進化型の「M.O.手術」による特性を駆使して対抗する。日米合同第一班・第二班は犠牲者を出しつつも襲撃を切り抜けるが、ドイツ五班は壊滅、ローマ六班も消息を絶った。一方でシルヴェスター・アシモフ率いるロシア三班はテラフォーマーから襲撃されつつも、古代文明「ラハブ」の手がかりを得る。
アネックス1号不時着地点に最も早く到達した、劉翊武率いる中国・アジア第四班は、生まれつきバグズ能力を持つ燈とミッシェルを研究目的のために捕縛する反逆を起こす。アネックス1号は彼らに占拠され、妨害電波により地球への連絡を遮断する。遅れて到着した日米合同第一班・第二班は窮地に立たされるが、第三班の加勢もあり、第四班とテラフォーマーとの三つ巴の攻防となる。
攻防の末、アネックス1号に突入できた第一班・第二班の数名は地球本局に第四班の裏切りを伝えるため、通信傍受の解除および本局との通信に成功するが、その後アネックスは完全にテラフォーマーに占拠されてしまう。さらに、中国軍は武装宇宙艦「九頭龍」を介入させることで成果の独占を図り、ミッシェルと燈はさらなる窮地に立たされるが、ここで第四班の班長・劉と中国軍が対立し始める。
残る乗組員たちは、救助艦が来るであろう火星の海に向けて奔走する。立ちはだかるテラフォーマーの軍勢を蹴散らし、燈たちは脱出ポッドへとたどり着く。一方で第六班班長ジョセフ・G・ニュートンら「ニュートン一族」が計画当初から陰謀を巡らせていたことが発覚し、小町、アシモフ、劉に牙を剥く。小町らは激しい死闘の末ジョセフに勝利し、救助艦で脱出する燈たちを見届けた。
救助艦に乗れた乗組員たちはサンプルとして確保できたテラフォーマーの数の少なさに悲嘆するが、実は第三班のイワンが、テラフォーマーを異常進化させた古代文明「ラハブ」の手がかりと共に、A・Eウイルスを大量に確保しており、これによりアネックス任務は成功となった。一方火星では第三の船で「ニュートン一族」が現れ、九頭龍の凱将軍らと化かし合いを演じる。ジョセフは一族に保護され、小町は中国の捕虜となった。
しかし、時を同じくして地球の北海道で「スキンヘッド型」テラフォーマーが率いるテラフォーマーの一団が観測される。彼らは奪ったバグズ1号によって10年以上前に地球へ到達し、密かに侵攻を始めていたのだ。
第3部（#1 - ）
アネックス1号が帰還して1年後の2621年、日本ではテラフォーマーの関与が疑われる多数の行方不明者が続出し、燈を始めとする火星からの帰還者の一部は、民間警備会社「一警護」の一員となり、本多晃によって新たに施工された手術「C.B.技術」を駆使して戦っていた。
東京に潜んでいたテラフォーマーの脳を解析した映像から、「スキンヘッド型」改め〈祈る者（インヴォーカー）〉の拠点を突き止めた一警護は、東シナ海沖の中国軍の人工島への潜入調査を行う。そこで燈たちはニュートン一族・中国軍・テラフォーマーが結託していることを知る。彼ら〈神奸たち〉の妨害を受けた燈たちは窮地に陥るが、ミッシェルがアメリカ軍特殊部隊という肩書で援軍に駆け付ける。激闘の末に施設は制圧、攫われていた民間人らも無事救助されたが、中国領に米軍が介入したという政治的結果を招いてしまう。
施設制圧から1週間後、テレビ中継に突如〈祈る者〉が出現し、全世界がテラフォーマーの存在を知る。それを合図に日本近海へテラフォーマーが艦隊を率いて現れ、日本を占拠すべく総攻撃を始める。米軍と中国軍は手を結び、（表向きは）人類一丸となり、人類とテラフォーマーの戦争が開幕した。中国主席は〈祈る者〉に殺され、〈神奸たち〉の繋がりも破綻する。
混乱の最中、凱将軍から取引を持ちかけられた燈と一郎は中国ゴビ砂漠の地下実験場で囚われの小町と再会し、彼を連れ戻すべく戦うこととなる。

## 第1部の登場人物
便宜上、読み切り作品である『テラフォーマーズ1』も記載する。

### テラフォーマーズ1の登場人物
ジョージ・スマイルズ
主人公でアレクサンドル・グスタフ・ニュートンの孫。
「バグズ1号」で火星に到着した矢先、テラフォーマーに襲われる。致命傷を負いながらも一体のテラフォーマーを倒し、死の間際にその頭部をポッドで地球へ送った。
M・K・デイヴス
「バグズ1号」開発責任者で、後にバグズ2号の艦長になるドナテロ・K・デイヴスの父親。
アレクサンドル・グスタフ・ニュートン

「バグズ1号計画」の惨事を公表しないことに憤慨するM・K・デイヴスに彼自身の更迭を示唆し、火星で死したジョージに一人手向けの言葉を贈った。

### バグズ2号乗組員
艦長、副艦長を含む15人の若い男女で構成されている。全員が「火星の厳しい環境下での任務遂行」の名目で「バグズ手術」を受けている。構成員は金銭がない者が多く、手術の成功率の低さゆえに多額の報酬と引き換えに手術を受けた者が多い。U-NASAから事前に言い渡されていた建前上の任務はゴキブリの駆除と清掃となっており、緊急時のためと事前に訓練を受けていた。作戦終了時の帰還生存者は2人。
小町 小吉（こまち しょうきち）
声 - 木内秀信
第1部での主人公。屈強な体格と逆立てた黒髪といういでたちの大柄な22歳の青年。身長187cm、体重87kg。日本の千葉県出身。気さくな性格で、バグズ2号の他の乗組員とは積極的にコミュニケーションをとっていた。幼少期から空手を習っており腕が立つ。
15歳の時に幼馴染の奈々緒が義父から虐待を受けている現場に遭遇し、思わず彼を殴り殺してしまう。その殺人の罪で少年刑務所に入所し、エリートだった家族とは絶縁された。出所後、奈々緒の後を追いバグズ手術を受けた。バグズ2号の任務では辛くも生き残り、蛭間一郎と2人のみ地球に帰還した。奈々緒を深く愛し、地球に帰ったら同居する約束をしていた。奈々緒の死で願いは叶わなかったものの、その後数十年に渡って彼女のために戦い続けている。
手術ベースはオオスズメバチ。人為変態時はオオスズメバチの習性にならい非常に獰猛になる。空手とスズメバチの能力を合わせることで並外れた戦闘力を獲得しており、両腕から生える毒針を使いテラフォーマーの集団を圧倒する。
秋田 奈々緒（あきた ななお）
声 - 川澄綾子
黒髪のロングヘアで、前髪は眉の上で切り揃えている22歳の女性。身長168cm、体重54kg。日本出身。少々口は悪いが根は優しい。
少女期より母親の再婚相手から虐待を受けていたが、幼馴染の小吉に助けられた。義父は多額の借金も残していたため、それらを返すためにバグズ計画に参加する。第2部の主人公、膝丸燈の「親」の一人であるとされる。
火星に到着後に遭遇したテラフォーマーと会話をしようと不用意に近づいた際、能力を発動させることなく首を折られ後に死亡した。
手術ベースはクモイトカイコガ。鋼鉄の強度を持つ1000mの糸を紡ぐことができる。昆虫の持つ「脳の死亡後も体が動いたりフェロモンを出すことがある」という特徴からか、死亡後に遺体から糸を伸ばし小吉を導くような描写があった。
ティン
声 - 橋詰知久
短髪で右目と鼻と左頬に切り傷がある21歳の男性。身長179cm、体重68kg。タイのミャンマー国境沿いにある山岳地帯出身。名前の「ティン」はタイ語で「燈し火」という意味を持ち、2部の燈と何らかの関係があることが示唆されている。ムエタイの達人。
冷静な性格。戸籍を持たず、乗組員で一番の貧乏人と称している。10歳のころに人身売買に出された幼馴染の少女プロイを探すため、都会へ出てストリートチルドレンとして生きていた。しかし数年後、プロイは既に感染症により命を落としていたことを知り落胆する。
手術ベースはサバクトビバッタ。人為変態時には脚部が発達し、バッタの脚力・ジャンプ力を獲得する。戦闘時には、その脚力に加えて自身の習得しているムエタイの技術による蹴り技でテラフォーマーの身体を容易く切断するなど、非常に高い戦闘能力を発揮する。「過剰変態」では、翅を発現させた群生相へ変化。空を飛ぶことも可能になり、獰猛さと脚力が更に増す。
スキンヘッド型との戦闘時に内臓を負傷したことで変異が解消できず、今際の際にはほぼ全身がサバクトビバッタに変容してしまった。最期は力を使い果たし、小吉と一郎に言葉を残し死亡した。
蛭間 一郎（ひるま いちろう）
声 - 杉田智和
荒れた肌に老けた顔をした18歳の男性。身長170cm、体重87kg。日本出身。
一見肥満体のような体つきだが、実は骨太で筋肉量が多く非常に屈強な肉体をしており、加えて強靭な精神力と優れた頭脳を合わせ持つ。11人兄弟の長男であり、年の離れた幼い弟妹（弟6人、妹4人）がいる。父の死後、家族を養うためいじめも意に介さず苦学し大学に受かるものの、その矢先に担任教師によって女子生徒を妊娠させた事件のスケープゴートにされ、大学合格取り消しと退学処分を受けた。その後、バグズ手術の対価で得られる大金で実家を支えるために計画に参加した。
ウッドとともに本多博士と内通し、テラフォーマーの卵鞘を持ち帰ることを任務としていたが失敗。小吉やティンらと共にスキンヘッド型のテラフォーマーと交戦し、生き残って地球に帰還する。
手術ベースはネムリユスリカ。「クリプトビオシス」と呼ばれる仮死状態になると急激な温度変化や放射線・真空状態などあらゆる過酷な環境に耐えることが可能になる。水をかけられるなど水分を得ると何事もなかったかのように蘇生する。ヒトとネムリユスリカの神経組織を共存させた手術は当時の技術水準を超えており、「バグズ手術の次の可能性を示す4人」のうちの1人とされている。
ドナテロ・K・デイヴス
声 - 小山力也
バグズ2号艦長。30歳の男性。身長188cm、体重90kg。アメリカ出身。
宇宙飛行士を目指していたが、父親である「バグズ1号計画」司令官M・K・デイヴスが過去U-NASAに反逆してテラフォーマーの情報を公表しようとした結果死刑になっていたことからその道を閉ざされていた。そのため、「参加すれば宇宙へ行ける」バグズ計画に危険を承知で志願した。乗組員全員の事情と能力を一応把握しており、乗組員の中で唯一バグズ1号が知的生命体により攻撃を受けた可能性があることを伝えられていた。
手術ベースはパラポネラ。自分の100倍近い大きさの相手も持ち上げることができ、世界最強の昆虫と称される。人為変態時は頑強な身体に加えテラフォーマーのボディを素手で簡単に破壊できる怪力を発揮できるようになる。
隊員たちをバグズ1号まで逃すための囮となるが、大量のテラフォーマーとの戦闘で力を使い果たす。最後は裏切ったウッドによって射殺された。
第2部から登場するミッシェル・K・デイヴスは彼の実娘。原理は不明だが奇跡的な確率でバグズ能力が遺伝しており、ミッシェルは生まれながらにして人並み外れた能力を持つことになる。
張 明明（チョウ ミンミン）
声 - 高垣彩陽
バグズ2号副艦長。ツインテールの髪型が特徴の27歳の女性。身長170cm、体重56kg。中国出身。
幼少期に極貧の境遇で過ごしたことから「国を変える」という信念を抱いて軍に入隊。U-NASAにスパイとして潜入するも、発覚して捕えられ本国との取引の結果計画に参加することになる。
手術ベースはハナカマキリ。人為変態時は腕部がテラフォーマーの身体を容易に切断できるカマキリの腕に変化する。戦闘では蟷螂拳を使って戦う。
デイヴスからバグズ2号から車で脱出した後の指揮を任され、小吉とティンとともに生きのびたものの、進化したスキンヘッド型との戦闘では自身のカマキリの腕をもぎ取られ、そのままもぎ取られた腕で首を切断されて死亡した。
第2部の主人公、膝丸燈の「親」の一人。生前バグズ計画参加の裏で本多に卵子を提供しており、それを元に燈が生みだされている。またアネックス計画第四班の劉は幼少時の弟分であり、お互いに強い愛着を抱いていた。
ヴィクトリア・ウッド
声 - 小清水亜美
眉尻を細く整え、左の前髪を染色しているやや男性的な喋り方をする19歳の女性。身長159cm、体重45kg。南アフリカ出身。
13歳のころに父親を感染症で亡くし、兄弟とともに親戚中をたらい回しにされ、貧しい暮らしをしていた。12歳の時に缶詰の蓋で施された女性器切除（FGM）を気にして売春を行わず、死体などを盗むことにより生活していた。
手術ベースはエメラルドゴキブリバチ。人為変態時は毒針となった両手の人差し指の爪をテラフォーマーに刺すことで操ることができる。
裏切りを画策している本多側の人間であり、火星でも携帯の通信機で連絡を取っていた。本多の計画とは別に、自身の能力でテラフォーマーを操って権力を獲得し、力ある者に復讐するという野心を持っていたが、持ち帰ろうとした卵から孵ったスキンヘッド型には能力が通じず、殺害された。
ゴッド・リー
声 - 津田健次郎
薄く顎鬚を生やした、やや長髪の26歳の男性。身長180cm、体重80kg。イスラエル出身。マントを羽織り、頭にはバンダナをしている。体にはカメラが内蔵されており、ニュートンはそれにより火星の情報を得ていた。
捨て子だったところを武装勢力に拾われ、以降ずっと戦火の中で育った経験から斜に構えた所がある。
手術ベースはミイデラゴミムシ。人為変態時は過酸化水素とハイドロキノンを体内で合成し両掌にある孔から超高温の爆炎ベンゾキノンを放出することができる。
自分の命に価値が無いと思っており、捨て身な行動が目立つ。テラフォーマーの巣を突き止めるため単独で調査に向かうものの、爆炎がテラフォーマーには効かず、殺害された。
テジャス・ヴィジ
声 - 竹内栄治
緩くパーマのかかった淡い色の長髪に黒く太い眉毛、厚い唇、浅黒い肌という風貌の26歳の男性。身長175cm、体重65kg。インド出身。
手術ベースはメダカハネカクシ。人為変態時は口が細く尖り、ジェット噴射のごとくガスを噴射する。
大量のテラフォーマーに囲まれたバグズ2号から車で逃走する際に動力代わりに能力を使い、乗組員を無事逃走させたが、噴出する際にテラフォーマーに首を捻じ切られて死亡した。
マリア・ビレン、ジャイナ・エイゼンシュテイン、トシオ・ブライト、ルドン・ブルグスミューラー、ジョーン・ウェルソーク、陽 虎丸（ヤン フワン）
声 - 水樹奈々（マリア）、下山田綾華（ジャイナ）、上田燿司（トシオ）、櫻井トオル（ルドン）、佐野康之（ジョーン）、木島隆一（陽）
為す術もなくテラフォーマーに殺されたバグズ2号乗組員。
手術ベースはマリアがニジイロクワガタ、ジャイナがクロカタゾウムシ、トシオがオニヤンマ、ルドンがマイマイカブリ、ジョーンがゲンゴロウ、陽がケラ。

### 科学者
アレクサンドル・グスタフ・ニュートン
声 - 中田譲治
白髪で顎鬚を多く蓄えた年老いた男性。両目の周りに大きく特殊な傷があり、いつも葉巻を咥え、怪しげな笑みを浮かべている。
「ラハブ」についての詳細を知っている。
第1部の2599年にはU-NASA「バグズ2号計画」では最高責任者となり、バグズ手術において強力なボディを持つ昆虫を厳選した。テラフォーマーの卵鞘を破壊するよう小吉らに指示したが、一郎とウッドの裏切りにより失敗する。
本多晃（ほんだ こう）
声 - 家中宏
東工大教授の博士。母校の国立城南高校で火星についての講演なども行っていた。
技術者として「バグズ2号計画」に関わっているが、核兵器が持てず国連で立場の弱い日本のために抑止力・戦力としてテラフォーマーを活用するため、彼らの卵鞘を秘密裏に持ち帰るという独自の計画を画策していた。
バグズ手術の内幕に侵入して、一郎とウッドを自らの計画のために取り込んだ。携帯通信機で連絡を取りウッドたちに指示を出していたが、進化した個体の誕生により計画は頓挫した。

## 第2部以降の登場人物

### アネックス1号乗組員
乗組員は合計100名（内、幹部6人）で構成される。前回のバグズ2号の面々同様、多額の報酬と引き換えに金や仕事がない者たちが流れ着いたケースが多いが、正規の軍人の他、A・Eウイルスに侵された身内や親しい人を救うために参加した者もいる。作戦終了時の帰還生存者は20人。

#### 第一班
第一班は日本・アメリカ大陸出身者で構成される。
小町 小吉（こまち しょうきち）

第2部の2620年では42歳となり、顎鬚と薄い口髭を生やしている。体重90kg。空手の鍛錬も続けており、六段の腕前を持つ。U-NASAに残留しており、火星探索チーム総隊長にまで出世。アネックス1号艦長兼第一班班長となる。マーズ・ランキングは3位（アシモフと同率）。専用武器は彼の毒を解析して開発された対人大雀蜂毒解毒薬『針便鬼毒酒（じんべんきどくしゅ）』。対テラフォーマー用ではなく、敵対した人間と交渉するために使うもの。また腕から毒針・毒液を射出したり肘からオオスズメバチの大顎を刃状に生やすなど、本人曰く「修行」の成果で能力面にも磨きがかかっている。「過剰変態」するとパワーが大きく強化される他、腕や踵にも大顎が出現し背中には翅が生える。
国家間の代理戦争と化した火星任務にて、様々な思惑に翻弄されながらも艦長として奮闘する。最後は燈やミッシェルを火星から無事脱出させることに成功するが、ジョセフとの戦闘で左腕を切断され、心臓にもダメージを受けを死の寸前にまで至る。劉のスペア心臓を与えられて一命を取り留め、重要捕虜として中国軍に身柄を回収された。
第3部では中国軍の雷博士の部下となっている。義手を装着し、黒装束に仮面のようなヘルメットという姿で登場した。戦闘技術は変わらず記憶や人格も正常だが、中国軍凱将軍の能力で枷をはめられている。凱将軍の取引により、ゴビ砂漠にある地下実験場で蛭間・燈と戦った末に敗北・救出され、義手を人為変態に対応した新型に換装する。
マルコス・エリングラッド・ガルシア
声 - 石川界人
金髪で髪を立てている16歳の少年。身長174cm、体重69kg。グランメキシコ出身。マーズ・ランキング9位。専用武器は長棍『アラクネバスターMKII（マーク・ツー）』。
シーラ、アレックスと幼馴染でアレックスと共にアメリカへ不法入国した。極貧生活から抜け出すために渋々ギャングの仲間入りをするが、シーラの家族が同じ悲劇に会ったことを思い出し逃走。その後アメリカ市民権と確実な給料を求めてアレックスと共にU-NASAに志願し、乗組員となった。軽薄で子供っぽい性格だが、その戦闘力と責任感の強さを小吉から高く評価され信頼されている。U-NASAに来て以降は燈、アレックスとの3人で一緒に行動することも多い。
手術ベースはアシダカグモ。人為変態するとアシダカグモの瞬発力と反射神経、筋力、獰猛さを獲得し、空気の僅かな変化から敵の動きを先読みできる体表の毛と8つの目によって、複数のテラフォーマーを素手で蹴散らすほどの戦闘能力を発揮する。専用武器による棒術も強力だが、本人は「ただのヤンキーの鉄パイプ術」と自嘲する。また、人差し指からは一本だけだが丈夫な糸を出して活用できる。この糸を通してアラクネバスターを多節棍のように扱って戦うことも可能。一方でアシダカグモと同様にスタミナに難を抱えており、全力での戦闘可能時間は非常に短い。
第3部ではアメリカ合衆国宇宙軍特殊作戦部隊「SPACIALs」チーム4の隊員となった。専用武器としてM.O.H.（モザイク・オーガン・ハイブリッド）兵器 『アラクネバスターMK-VIII（マーク・エイト）』を新たに装備している。背中に背負ったバックパックに様々な武器の付いた4本のマニピュレーターが装備されているという武器で、マルコス本来の手足と合わせ「8本脚」となることで手術ベースのクモの特性をさらに活かすことができるようになった。
シーラ・レヴィット
声 - 茅野愛衣
セミロングの髪に髪留めを着けている16歳の女性。身長159cm、体重44kg。グランメキシコ出身。マーズ・ランキング89位。
祖国ではいわゆる小金持ちの娘であり、父がアレックスとマルコスの親をそれぞれ雇用していたことから幼いころは3人で仲良く遊んでいた。しかし長期の給料未払いを理由に従業員から暴動を起こされ、父は自殺。親類を頼ってアメリカへと渡るが、母は国境を横切る砂漠で死亡した。その後行き場を失いアネックス計画に参加。U-NASAで幼馴染みのマルコス、アレックスと再会を果たした。火星任務の訓練を受ける中、同時期に手術を受けた燈やエヴァらと仲良くなり、また小吉に片想いの恋心を抱く。しかし、火星到着後ミイデラゴミムシ型テラフォーマーの不意討ちにより致命傷を受け、最期は小吉の腕に抱かれ死亡した。その性格から、マルコスからは異性というより一人の人間として深く尊敬されていた。
手術ベースはヤドクガエル。人為変態により皮膚や長い舌から強力な神経毒を分泌することができる。ただし、変態が解けると自分も毒の影響を受けてしまうため、その都度着替える必要がある。
鬼塚 慶次（おにづか けいじ）
声 - 小野大輔
ライト級ボクシングの元世界王者で母親思いの実直な24歳の青年。身長175cm、体重61kg。日本の新潟県にある離れ小島の出身。マーズ・ランキング8位。専用武器は対テラフォーマー甲殻一体式パワーリスト『ガナ・フライ・ナウ』。
地道な走りこみ練習を習慣のように続け、地味だが教本のようなアウトボクシングでライト級王者となり、スーパーフェザー級でも勝ち進んで二階級制覇目前という時、網膜剥離であることが発覚し引退を余儀なくされる。目の手術は成功したが後遺症で遠くの物にピントが合わなくなってしまった。ライセンスを再取得できるレベルにまで治癒するには大金が必要だったこともあり、病気の母親の医療費のため自身の治療を断念する。
その後U-NASAから格闘技術を買われ、母親の治療費で背負った借金も返せるとアネックス計画へのスカウトを受けた。当初、勧誘に来たミッシェルに「病床の母が亡くなったため戦う理由が無い」と告げて一度誘いを断る。しかし、もう一度本土から母の眠る故郷の島を見たいという素朴な願いから「目の良い生物」を手術ベースにすることを条件に計画に参加した。
父親も既に故人だが、幼いころ父から受けた教えのため、相手が女子供ならば自分や仲間の命が懸かっていても絶対に攻撃しないという信条を持つ。
第3部では一警護の社員として、テラフォーマーと戦っている。ジャパン・ランキング8位。コードネームは『神眼（ブルー・アイズ）』。
手術ベースはモンハナシャコ。人為変態時は甲殻型特有の防御力や再生能力に加え、赤外線や紫外線、電磁場といった不可視光線すら識別できるモンハナシャコの視力と、銃弾にも匹敵するとされる非常に高いパンチ力を得ている。経歴に違わぬボクシング技術を駆使し、一対一での戦闘では無類の強さを発揮する。専用武器は防具兼重りであり、外すことでボクシング技術を遺憾なく発揮できるようになる。戦闘員ではあるが、その視力から偵察を任されることもある。モンハナシャコは幹部用を想定して用意された特別なベース生物で、最強と言われる。
三条 加奈子（さんじょう かなこ）
声 - たかはし智秋
元陸上選手の19歳の女性。身長160cm、体重42kg。日本出身。マーズ・ランキング15位。専用武器は対テラフォーマー飛翔補助ウィング『飛燕（ひえん）』。
手術ベースはハリオアマツバメ。人為変態時には両腕が翼に変化し、加えて専用装備のサポートを受けることで全生物の中で最速と言われるハリオアマツバメの飛行能力を遺憾なく発揮する。陸上での行動や飛び立つ初速は遅いが、飛行速度においては通常のテラフォーマーを遥かに上回るスピードでの飛翔が可能。縦横に空を飛び回りながら、衝撃波とともにすれ違い様に敵を粉砕・両断する。僅かならば人を乗せて飛ぶことも可能である。地上では遅いという弱点を突かれて何度もテラフォーマーに殺されかけるも、どれも間一髪のところでマルコスに助けられたことから、彼に対し特別な感情を抱いている。
第2部終盤で爆発の瓦礫が背中に刺さる重傷を負うも、辛くも生き延び地球に帰還した。
第3部では燈や慶次とともに一警護の社員として登場。ハンドバッグに変形する機能などが追加された対テラフォーマー仕込み飛翔補助ウィング『飛燕マークII』を新たに装備している。コードネームは『ハリケーンソニック』。
ジャレッド・アンダーソン
声 - 平勝伊
軍所属で25歳の大柄な男性。身長181cm、体重86kg。アメリカ出身。仲間想いで気の良い性格。マーズ・ランキング23位。
手術ベースはシャチ。人為変態により、ハクジラ亜目特有のメロン器官を使った「反響定位」が可能になり、広範囲にわたる索敵で敵や地中の異物などを関知して仲間をサポートする。また、対テラフォーマー発射式蟲取り網を器用に扱い、捕獲だけではなく打撃武器や盾として使用している。テラフォーマーに左足を切断されてしまうが、その後も索敵能力を生かして後方支援に努めた。
救助艦を目指して海に向かう途中、ハリモグラ型テラフォーマーから仲間を庇い命を落とす。
中之条 江莉佳（なかのじょう えりか）
声 - 加隈亜衣
ショートカットの26歳の女性。身長158cm、体重54kg。日本出身。マーズ・ランキング95位。
医師。アネックス本艦奪還作戦では、能力でウォルフたちをコントロールルームに連れていった。
地球に帰還後は一警護や「SPACIALs」に医師として同行している。
手術ベースはニホンヤモリ。人為変態によりヤモリの手足に変異すると両手足の指の毛に分子間力が発生し、垂直な壁や天井に張り付くことができる。吸盤や棘ではなく「分子と分子が吸着しようとする力」によるものであるため非常に強力で、作中では大人4人を運びながら壁を登ることができた。
河野 開紀（こうの かいき）、ジェイソン・カルロス・ボーン
殉職した班員。マーズ・ランキングは開紀が21位。
手術ベースは開紀がハブ、ボーンがウロコフネタマガイ。

#### 第二班
第二班は日本・アメリカ大陸出身者で構成される。
膝丸 燈（ひざまる あかり）
声 - 細谷佳正、中田沙奈枝（幼少期）
第2部以降の主人公。20歳（2部）→21歳（3部）。身長177cm、体重91kg（2部）→96kg（2部、任務時）→99kg（3部）。日本出身。マーズ・ランキング6位。古流柔術「膝丸神眼流」の使い手。
正義感が強く、真面目で努力家な性格。一方で同年代のアレックスやマルコスとの前では茶目っ気のある年相応の姿を見せる。恋愛に関してはかなり奥手。
見た目は東洋人だが、実の両親の素性や国籍は不明。「膝丸神眼流」の道場がある神奈川県の児童養護施設出身で、その施設の軒に置き去りにされていた。「燈」の名前は、置手紙に複数の言語で「この子の名は『燈し火』」と記されていたことに由来する。
本多博士によるデザイナーベビーであり、生まれつき「免疫寛容臓」と複数のバグズ能力を持つ。そのため人間離れした身体能力や屈強な肉体を持つが、感情が高ぶると勝手に変異して力を発揮してしまうため、幼少時から孤立していた。親に当たる人物は張明明を含めて4人。手術成功率が非常に低いバグズ能力を人為的に遺伝させることに成功した特異な存在であるため、各国は「ザ・セカンド」の名で呼び、その技術を解明するため彼の身柄を欲しがっている。
A・Eウイルスの病に侵された幼馴染の源百合子（声 - 戸松遥）を救うため、タイ王国での非合法な地下闘技場の大会に出場し手術費用を稼いでいたが、治療が間に合わず百合子は死亡。失意の中、百合子と同じ病気の子供春風桜人（声 - 青木柚〈第1期〉、木村繭〈第2期〉）を救うことに生き甲斐を取り戻し、火星探索チームに参加する。そして無事火星から帰還し、桜人との約束を達成する。
第3部では一警護にて、人々をテラフォーマーから守るべく戦っている。中国軍の人工島では囚われた人々を救出した。「戦争」勃発直後、人質である小町艦長を救うため蛭間と二人でゴビ砂漠の地下実験場に向かう。
手術ベースはオオミノガ。他に、生まれつきクモイトカイコガ（秋田奈々緒）やハナカマキリ（張明明）の特性を備えている。糸はオオミノガ（利点：生物界で最も強靭、欠点：短い）とクモイトカイコガ（強靭で長い）のいいとこどりで、この糸を自在に操って攻撃・防御・捕縛などに利用できる。特性と武術により、実力は幹部級と評価される。さらに火星にてハナカマキリの特性が使いこなせるように成長し、腕を鎌に変化させる、鋭い刃のついた糸を作り出すといった戦法が可能になる。
専用武器は自身の手術ベースに合わせた12の特殊機能が搭載されている対テラフォーマー振動式忍者刀『膝丸』。3部からの新武器は、対テラフォーマー革帯型仕込み刀『膝丸影打（ひざまるかげうち）』を使用する。
ミッシェル・K・デイヴス
声 - 伊藤静
U-NASA火星探索チーム総隊・副長兼第二班班長。眼鏡をかけた男勝りな性格の24歳の女性。火星到着後に25歳となった。身長164cm、体重85kg。アメリカ出身。マーズ・ランキング5位。戦闘の際はプロレス技による格闘を得意とする。本気の近接戦闘では眼鏡を外す。
バグズ2号艦長のドナテロ・K・デイヴスの娘。母親は健在。バグズ手術を受けた父から「免疫寛容臓」とパラポネラの能力が遺伝し、身長164cmに対し体重85kgと高密度に発達した筋肉を持つ。テラフォーマーの外皮や四肢を容易く粉砕するほどの怪力に加え、身体能力や聴覚なども人間離れしている。生来のM.O.能力と手術による後天的M.O.能力を併せ持つ存在は彼女と燈だけであり、何の操作も受けずに受け継いだことから「奇跡の子」「ザ・ファースト」と呼ばれるが、常人とは違う異常な体のため、周りの人々からは距離を置いて生きてきた。火星で死亡した父の仇討ちのために生きており、飛び級で大学を卒業後、空軍での訓練を経て22歳で火星探索チームの幹部となった経歴を持つ。そのため任務に対する強い意志とテラフォーマーに対して激しい怒りと憎しみを抱いている。
自分と同じ生来のバグズ能力者である燈には厳しく接しつつも当初から好感を抱いていた。上司と部下という関係ではあるが、叱咤激励しながら共に窮地を潜り抜け戦ううちに良きパートナーとなる。
ベースは遺伝により受け継いだパラポネラと、手術によって得たバクダンオオアリ。人為変態時はパラポネラの膂力を活かしたプロレス技に加え、希少種・バクダンオオアリの能力によって揮発性の液体を作り出す。攻撃と同時に敵体内に流し込むことで敵を内部から炸裂させる他、口から霧状にして噴出することで吸い込んだ相手を爆発させる。ランキング5位は「殺傷力が高すぎて生け捕りしづらいから」。
専用武器は対テラフォーマー用起爆式単純加速装置『ミカエルズ・ハンマー』で、使用時はさらに攻撃力が向上するが、その分掛かる負荷もかなり大きい。
地球に帰還後、第3部ではアメリカ合衆国宇宙軍特殊作戦部隊「SPACIALs」チーム4の隊長となる。階級は中佐。
アレックス・カンドリ・スチュワート
声 - KENN
やや長い黒髪で垂れ目の男性。火星へ航行中の艦内で18歳となった。身長186cm、体重77kg。グランメキシコ出身。マーズ・ランキング12位。専用武器は対テラフォーマー投擲用硬球『ランディ・ジョンソン（ズ）』。
シーラ、マルコスとは幼馴染。マルコスと共にアメリカへ不法入国し、カリフォルニア州東部の町サニープールに住んでいた。貧しさからマルコスとともにU-NASAに志願兵として訪れ、無事M.O.手術に成功して乗組員となる。速球に自信があり、メジャーリーガーになるのが夢。アネックス計画の報酬として、地球に帰還後のアメリカ市民権とメジャーリーグ挑戦権を約束されている。
八恵子を庇って生身のままテラフォーマーの攻撃を受け瀕死の重傷を負ったが、かろうじて生き延び地球に帰還する。
第3部で地球帰還後はメジャーリーグのトライアウトを控える一方で、「SPACIALs」にも戦闘員として協力している。
手術ベースはオウギワシ。人為変態により両腕に翼が発現するほか、鳥類最強と言われるオウギワシの握力を得る。猛禽類特有の優れた視力・腕力・握力とアレックス自身の野球の技術を活かし、専用武器の硬球『ランディ・ジョンソン』による長距離狙撃を主戦法とする。正確なコントロールと強烈な威力を併せ持ったその豪速球の球威はテラフォーマーの急所を貫き、球速は並のテラフォーマーでは反応することさえできないほどである。近接戦闘は不得手であるが、通常のテラフォーマー程度であればその握力で握り潰すことができる。鳥類型であるため飛ぶこともできるが、本人曰く訓練をしていないためあまり得意ではない。
柳瀬川 八恵子（やなせがわ やえこ）
声 - 豊崎愛生
黒髪のポニーテールの20歳の女性。身長169cm、体重57.5kg。日本出身。マーズ・ランキング98位。
母子家庭で貧しい家庭環境に負けず真面目に暮らしてきたが、様々な不幸に襲われてしまい、ある理由でアネックス計画に参加する。臆病な性格だが、味方のために勇気を持って行動する気概を持っている。シーラの死に落ち込むアレックスをいたわり、彼と親しくなる。
手術ベースはシマスカンク。人為変態しても直接的な戦闘はできないが、太ももの付け根あたりの臭腺から強烈な悪臭を出してその臭いでゴキブリたちを警戒させる。ブチルメルカプタンを主成分とする有害な分泌液を相手に浴びせて攻撃することも出来る。
第3部で地球帰還後は一警護や「SPACIALs」に看護師として同行している。
ウォルフ・レッドフィールド
声 - 立花慎之介
27歳の黒人男性。身長169cm、体重58kg。アメリカ出身。マーズ・ランキング90位。非戦闘員のエンジニア。
前身はブラック企業のプログラマー。戦闘能力は無いが、高い洞察力で仲間の戦闘にも貢献する。
手術ベースはシュモクザメ。人為変態時は頭部に備わったロレンチーニ瓶で生物が発する微弱な磁場を感じ取り、敵の居場所を正確に探ることができる。
第3部で地球に帰還後は「SPACIALs」の隊員となり、アミリアやリュウイチとともに電子戦要員として活躍する。
アミリア・ヴェンカテッシュ
声 - 喜多村英梨
男性寄りの口調で話す女性。24歳。身長163cm、体重51kg。アメリカ出身。マーズ・ランキング77位。非戦闘員の情報系の技師であり、腕利きのゲーマー。
どんな時もトレーニングを欠かさない慶次を見て、次第に好意を抱く。
手術ベースはイッカククジラ。額から生えるイッカクの角（前歯）で気流や気温を感知し周囲の様子を探る。鯨類の潜水に準じた息止めも可能。
地球に帰還後は「SPACIALs」の隊員となる。
竜一（リュウイチ）・ロブソン、竜二（リュウジ）・ロブソン
声 - 村上裕哉（リュウイチ）
双子の男性隊員。19歳。リュウイチが身長177cm、体重67kg。リュウジが身長180cm、体重79kg。アメリカ出身。マーズ・ランキングはリュウイチが70位、リュウジが58位。非戦闘員のエンジニア。
アネックス本館奪還計画ではコントロールルームのハッキングに参加する。しかし脱出艦へ向かう途中でリュウジが死亡。リュウイチのみが生き残り、地球に帰還を果たして「SPACIALs」の隊員となる。
手術ベースは二人ともにメダマグモ。手からクモの糸を作り出して戦うことができるが、一度の変態につき一本しか出せないためランキングは低い。双子で手術を受けたのは研究も兼ねてのこと。
ペギー・フォーティ、パトリック、ジョイス、ホリー
声 - 平山笑美（ペギー）
殉職した班員。
手術ベースはペギーがハリモグラ。マーズ・ランキングはペギーが82位。

#### 第三班
第三班はロシア・北欧出身者で構成される。謎の古代文明「ラハブ」を解明するというロシア独自の作戦を敢行するため、当初は第四班の作戦に協力する。しかし、第四班の想定以上に非道な行為から日米側に寝返り、第四班やテラフォーマーと熾烈な戦いを繰り広げた。
シルヴェスター・アシモフ
声 - 石塚運昇
第三班班長。眉毛とモミアゲから生える濃い顎鬚、オールバックにした前髪、一本縛りにした長い後ろ髪という出で立ちの筋骨隆々の男性。51歳。身長190cm、体重136kg。マーズ・ランキング3位（小町と同率）。専用武器は対人・対テラフォーマー貧栄養時用圧縮再生芽『カフカス・スヴィエート』。
国連航空宇宙局ロシア支部（旧ロシア連邦宇宙局）に所属する隊長で柔道7段の段位を持つ。状況を冷静に判断し的確に部下に指示を出す優秀な指揮官としての能力や、劉の状態を見ただけでベースを見抜くなど洞察力も非常に優れている。葉巻を愛飲し、好きな酒はウォッカ。娘のジーナ・S・アシモフ（声 - 渡辺明乃）を溺愛している一方、妻（声 - くじら）には頭が上がらない様子。
元々はロシア人ではなく、ロシア連邦と長らく戦争状態にある（架空の）北欧小国・デザ共和国陸軍の軍人。数々の修羅場を潜り抜け、祖国をロシアから守り抜いた伝説から「軍神」と呼ばれていた。政権の消滅を機に一線を退くも、身重の愛娘ジーナがA・Eウイルスに侵されてしまう。娘と孫を守るため、母国を裏切ることを承知でロシア軍人となり自らアネックス計画に志願した。強面だが冗談を好む茶目っ気のある性格で、班員からは「隊長」と慕われており、義息のアレクサンドルのことも実子同然に想っている。仲間思い・部下思いで周囲からの信頼も厚いが、敵と見なした相手には一切容赦しない断固たる態度を取る。
火星戦争終盤、地球から「母子ともに無事」との通信を受けたことですべての未練が無くなり、ミッシェルを救うため単騎『九頭龍』に乗り込むなど若いメンバーを生き残らせるために奔走する。しかし度重なる戦闘で身体が限界を超えており、最後は劉とともに小吉を蘇生させた後息を引き取った。
手術ベースはタスマニアン・キング・クラブ。人為変態時は他の甲殻型と比較しても桁外れに厚い甲殻を纏う。この甲殻は通常のテラフォーマーの攻撃だけでなく、至近距離からの銃弾すらも防ぐ硬度を誇る。加えて手足の防衛自切と再生能力、複数のテラフォーマーに組み付かれても容易く振りほどいて逆に押さえつけられるだけの膂力も備え、それらにアシモフ自身の柔道の腕、身体能力などが加わり凄まじい戦闘力を発揮する。「過剰変態」することで甲殻がさらに強化され、腕も蟹のハサミに変化する。専用武器『カフカス・スヴィエート』は栄養が圧縮された葉巻型の変身薬で、本人以外のM.O.能力者に使用することもできる。ジョセフとの戦いで左腕を切断された小吉に使用して腕を再生させたが、術式・体質の違いか長くは持たなかった。
イワン・ペレペルキナ
声 - 赤羽根健治
左目周りの頬から額にかけて大きな傷跡がある16歳の少年。エレナ・ペレペルキナの異父弟。身長173cm、体重73kg。マーズ・ランキング10位。専用武器は対テラフォーマー調薬ガントレット『アンゲル・ウィーリー』。
明るく人懐っこい性格で、各国の思惑が交錯するアネックス計画を「世界を救う立派な作戦」と捉える純粋な一面がある。地球を離れ20日後、1班のボーンと4班のジェットの喧嘩を止めに入り殴られ、治療してくれたシーラに一目惚れする。
本名はイワン・ザクリエフで、元々はアシモフと同じ北欧小国の「デザ共和国」出身。天涯孤独だった上にロシア軍の捕虜にされており、そのため現在とはかけ離れた荒んだ性格だった。エレナの血縁が判明してアネックス計画参加のため牢から解放され、アシモフの隊に入る。当初は反抗していたが、生まれて初めて得た「同志」と「家族」に生きる希望を見出し、性格も明るく変化した。
ロシア隊の要。アシモフからラハブの秘密を託され、また植物型の身体に「大量のA・Eウイルスの塊」を宿すことに成功。帰還船では、アシモフ家の者たちのワクチンを優先的に確保することを条件にウィルスの塊は日米に委ねる。
第3部では祖国のデザ共和国治安維持警察の一等陸佐となっており、京都にてインヴォーカーを倒す。しかし最終的には逃げられてしまう。
手術ベースはチョウセンアサガオ。有毒植物の一つであり、人為変態時はその毒や植物を自在に操ることが出来る。
エレナ・ペレペルキナ
声 - 朴璐美
射撃の名手である23歳の女性。身長177cm、体重65kg。マーズ・ランキング19位。イワンの異父姉。任務は常に冷静沈着だが、アシモフの漫才じみたやりとりに応じるなどユーモラスな面もある。イワンが実弟と判明してからは共に生活し、公私ともに躾けていた。
火星到着初日に遭遇したテラフォーマーを捕獲しようとするも、メダカハネカクシの能力に不意を付かれ首をもぎ取られて死亡した。
手術ベースはベラドンナ。イワンと同じく有毒植物であり、人為変態時は毒を攻撃や麻薬・麻酔剤として使用する。
アレクサンドル・アシモフ
声 - 奈良徹
スキンヘッドにサングラス、右目に縦に走る傷という容貌の28歳の男性。身長180cm、体重89kg。ロシア出身。マーズ・ランキング7位。専用武器は対テラフォーマー大顎充填式スペツナズ・ナイフ『カフカス・カリンカ』。
ランキングは非常に高いものの、手術ベース・専用武器共々特筆すべき能力を有しておらず、自身をして「地味」と評しているが、軍人としてのスキルなどと相まって優れた戦闘力を持つ。
シルヴェスター・アシモフの娘ジーナの夫で、アシモフの娘婿。アシモフからは愛称で「サーシャ」と呼ばれている。イワンとも仲が良いらしく「アレキサンダー先輩」と呼ばれている。剽軽な性格でジョークを飛ばしたり悪態をついたりすることが多い。アシモフにジーナと交際を認めてもらおうと何度もアプローチしていた際、ジーナに剃られたことが切っ掛けでスキンヘッドになった。
幼少期から成績オールAと非常に優秀で、中学卒業後、軍隊に入る。テロで両親を亡くしたため親の顔も知らず天涯孤独だったが、結婚によって家族愛に目覚め、初めて出来た家族を護るためにアネックス計画へ参加した。軍人としては非常に優秀な能力を持っているものの、自身が家族を持ったことで非情になりきれなくなっている面がある。
手術ベースはスマトラオオヒラタクワガタ。頭部にクワガタの顎が生え、テラフォーマーの攻撃にも耐える甲皮と敵の身体を容易く切り裂く爪が形成される。
専用武器の『カフカス・カリンカ』はアレクサンドル自身の血肉からクワガタの大顎を刀身として生成できる。圧縮空気で刃を発射することもでき、自分の血肉が材料なので弾切れが無く片手でも扱えるという利点がある。
テラフォーマーの攻撃で片腕を失い、細菌兵器にも侵された状態でありながら中国軍の占拠するアネックスに単独で潜入。様々な破壊工作を仕掛け大量の中国側戦闘員を戦闘不能に追い込む活躍を見せた。しかし、幼い少女である紅を殺害することに葛藤していたところ、生身で特攻してきたジェット、西、ドルヂバーキに追い詰められ、西の体術による猛攻を受けて満身創痍となる。最期の気力を振り絞り、薬の過剰接種で自身をヒラタクワガタに変えて背後から西の首を絞め上げ殺そうと最後まで抵抗したが、涙ながらに止めに入った紅に絆されたのか、彼女を絞めきる前に過剰変態の副作用により命を落とした。一方、彼が密かに施した工作が、後に他の乗組員の命を救うことになる。
アナスタシア・アンドレーヴナ・ポリトコフスカヤ
声 -上坂すみれ
29歳の女性軍人。身長159cm、体重50kg。マーズ・ランキング20位。ランキングは上位だが通常任務では技術職とのこと。
口数が少なく、淡々と任務をこなすクールな印象の女性。一方で自分の年齢を気にしている節があるらしく、緊迫した場面にも関わらず歳を10歳以上鯖読みして仲間に呆れられるシーンがあった。
火星での戦いでは終盤まで生き残り、脱出に成功する。
地球帰還後は民間情報管理会社の社員となり、一警護やシルバー・ファングスに協力している。
手術ベースはトタテグモ。クモの糸や網を操って戦うことができる他、土と糸を使って「戸立蜘蛛」の特徴である「戸」を作ることができる。この「戸」は非常に頑丈で、盾としてバズーカ砲の直撃にも耐えることができた。
セルゲイ・セレズニョフ、ニーナ・ユージック、アーロン・ユージック、ヴィクトル
声 - 辻井健吾（セルゲイ）、甲斐田裕子（ニーナ）、岩崎征実（アーロン）
全員が軍人の出身。殆どの班員がテラフォーマーや他班との戦いの末殉職する。マーズ・ランキングはニーナが18位。
手術ベースはセルゲイがミズラモグラ、ニーナがオブトサソリ、アーロンがアオズムカデ。

#### 第四班
第四班は中国・アジア出身者で構成される。火星到着直後に班が全滅したと思われていたが、偽装死であった。生きていた彼らはアネックス1号を占拠し、裏切りがバレた後は他班と戦う。
劉 翊武（リュウ・イーウ）
声 - 小村哲生
第四班班長。長身に眼鏡、豊かな髭という風貌の42歳の男性。身長210cm、体重99kg。中国出身。既婚者。マーズ・ランキング44位。専用装備（非公認）は対人・対テラフォーマー移植可能第二・第三心臓『死神転生（しにがみてんせい）』。中国拳法の達人。表向きは技術者だが、素性は中国軍の将軍。
一人称は「僕」。「燈とミッシェルの生け捕り」「ウィルスサンプルの独占」という中国政府からの使命を受け、他班を裏切り対立する。他国には手術ベースをアナコンダと偽装しており、周りを油断させるため本来の強さを隠していたためランキングは低い（これは紅以外の全員が共通）。しかし本来の戦闘力は他幹部にも引けを取らない。普段は冗談まじりの明るい性格で、小吉らとも親しかった。
中国首相劉就武の弟。翊武の生まれた一家は、政府高官であった父が臓器の闇売買のために作った村に住む妾の家族である。張明明とは幼馴染であり、幼少時の貧しい経験から生き抜くために「奪う」覚悟を決めている。一方で本心としては明明の血を継ぐ燈に対して愛情を感じており、彼が軍に実験動物として捕らわれることに抵抗を覚え、「生け捕りせよ」という命令に背いてでも彼を死なせてやろうと独自に動く。
命令に背いて燈を殺そうとしたため、兄や凱将軍に処分されかける。辛くも生き延びたのちに小吉やジョセフと協力関係を結び、燈たちを火星から逃がすことに成功した。瀕死の状態ながら、ジョセフとの死闘に倒れた小吉を救うべく体内に収めていた『死神転生』を摘出し、力尽きる。生き残った仲間には予め自身に罪を被せるよう指示しており、火星での第四班の裏切り・暴走は劉一人の独断と処理された。
手術ベースはヒョウモンダコ。中国独自の技術「不完全変態手術」により、変異していない状態でも高い戦闘能力を持つ。人為変態時は体表に豹紋が出現し蛸足の触腕が生え、それらを利用した発勁および毒による攻撃で戦う。タコの再生能力で、人間の手足がもげても再生する。フグ毒などで有名なテトロドトキシンを攻撃や自らの痛覚の遮断に使い、さらにテトロドトキシンが効かない甲殻類を麻痺させるハパロトキシンを霧状にして周囲に散布できる他、目潰しに口から墨を吐くことも出来る。中国軍の兵器や、彼の能力である蛸は邪神に例えられて描写される。専用装備『死神転生』は「心臓が3つある」というタコの特性を活かしたもので、自身の心臓の予備もしくは他者の心臓が停止した際の移植用にすることができる。元々は生け捕りにしなければならない燈の心臓を止めてしまった時のために用意されていた装備である。
ジェット
声 - 高橋英則
オッドアイで推定25歳の男性。身長176cm、体重80kg。タイ出身。マーズ・ランキング61位。専用武器（非公認）は具足型パーソナル全方位ソナー『銀河蝦虎魚（ギンガハゼ）』。タイ王国の武術カビー・カボーンの使い手。
ストリートチルドレンの出身で、生きるためには奪うしかないという生活を送っていた。戸籍はなく名前も自称のもの。口が悪く、アネックス1号が航行中に第一班の隊員と揉めたりしていたが、それは人類を裏切ると決めた時から他の人と距離をとるためにとった行為であり、アネックス計画に参加したのも報酬で平穏な生活を送りたいがゆえだった。燈を追い、彼との激闘の末敗北する。劉からは予めすべての責任を自分に被せるように言われており、「すべて劉の独断でやらされた」と涙ながらに伝え西、紅、ドルヂバーキととも凱将軍に保護され、地球に帰還。
第3部ではテラフォーマーとの戦争勃発後、慶次と共にサムライソードに加勢してハンニバルと戦う。ジャパン・ランキング6位。コードネームは『塵（ダスト）』。
手術ベースはニシキテッポウエビ。人為変態時は手や足から衝撃波（キャビテーション）を発生させることが出来る。専用武器の『銀河蝦虎魚』により、視界の悪い中や地面の下にいる相手など直接見えない敵を正確に感知することができる。
西 春麗（シィ・チュンリー）
声 - 大原さやか
両耳にリング状のピアスを着けた24歳の女性。身長173cm、体重64kg。中国出身。マーズ・ランキング99位（実力を秘匿するための偽装）。
工作員2187号。西春麗の名は任務上の仮名にすぎない。「第二山嬢（だいにサンヤン）」という工作員養成所で育てられ、軍人として非常に高度な訓練を受けており、卓越した戦闘技術で冷徹に敵を殺傷する。本来の任務は、標的に丸腰で近づき、拳法で暗殺すること。ランキング上位者とも互角以上に戦うことができる。
一方、一般人だった紅の教育係であったことから、紅の純朴で優しい性格に触れ妹のように可愛がっており、彼女のことを最優先で護っている。また成り行きで共闘した慶次に対しては、激戦を繰り広げながらも最後まで自分を殴らなかったなどから少なからず特別に思っており、慶次がアミリアを助けた際には不満を口にするなどの一面も見られた。
第3部では中国の工作員として暗躍している。
手術ベースはミナミハナイカ。人為変態時は服を一瞬で脱ぎ、肌の色を保護色のように変化させ周囲に溶け込む能力を持つ。切断された手足も能力により再生することが出来るほか、イカの触手も操って巧みに戦う。
紅（ホン）
声 - ささきのぞみ
純朴で優しい性格の少女。登録上は16歳だが、実際はもう1、2歳下である。身長151cm、体重42kg。中国出身。マーズ・ランキング97位。専用武器（非公認）は対人・対テラフォーマー毒素充填吹き矢『積尸氣奔星（せきしきほんせい）』。
第四班唯一の非軍人で、最年少の少女。元は戸籍すらない貧しい田舎に住んでいた。難易度の高い手術ベースに適合することが判明して中国軍に勧誘され、任務を承諾すれば貧しい家庭へ孝行出来るということもあって手術を受けた。中国独自の技術である「不完全変態手術」の別名「紅式手術」は被験体となった紅の名前に由来する。
第3部では西と行動を共にしている姿が描写されている。
手術ベースは地球では使用を制限されている細菌兵器。不完全変態手術により通常の状態でも全身から常に微量の毒素が撒き散らされている。人為変態をすると一定エリアの空気中に毒素が拡がり、感染するとテラフォーマーでも数秒で絶命する。強大な能力とは裏腹に紅自身の穏やかな性格が災いして力を十分に発揮できない。毒素にはワクチンが存在する。
爆 致嵐（バオ・ツーラン）
声 - 小野友樹
坊主頭で太眉の26歳の男性（登録上の年齢。理由は後述の能力のため）。身長183cm、体重96kg。中国出身。マーズ・ランキング50位。合理的な性格で行動の判断が速く、非人道的な行為にも躊躇がない。劉将軍の動向を監視して爆将軍に伝えていた。
手術ベースはチャツボボヤ。ホヤの持つ出芽の能力により自分自身のクローンを無性生殖で造ることができる。無性生殖には膨大な原料が必要であり、ほか幾つかの制限があるためアネックス本艦内の補助機械を用いることで増殖能力を実用とする。クローンは全て異なる自我を持った個体である。爆たちはこれを「無限の可能性」と評し、各個体は別々の将来の夢を持っているなど個性が生じている。また不完全変態手術により常時昆虫型並みの力を得ている。
アネックス1号で火星にやってきたのは1人だけだが、能力によって増殖して戦力を増やしていた。ミッシェルと燈の確保や重要人物である紅の護衛、劉と行動を共にするなどに人員を割いていたが、他班やテラフォーマーとの戦闘で全滅する。
爆宇嵐将軍とは親子ということになっているが、実際は宇嵐が能力によって生み出したクローンが致嵐である。
ボルジギーン・ドルヂバーキ
声 - 藤原貴弘
側頭部を刈り上げている大柄な23歳の男性。身長197cm、体重108kg。モンゴル出身。マーズ・ランキング49位。
モンゴル陸軍から派遣された兵士。女子供には傷一つ付けないという紳士的な一面を持つ一方、敵として立ちはだかれば例え女子供であろうと必ず殺すという軍人的一面を持つ。
手術ベースはハイイロオオカミ。人為変態時はイヌ科特有の優れた嗅覚と強靭な筋力が発現する。人間の1億倍優れると言われる狼の嗅覚で30億種類の臭いをかぎ分けることが可能。分子レベルで臭いを感知して敵の動きを先読みし、強烈なパンチを相手に叩き込むパワーファイトが戦闘の主体である。
鋭い嗅覚が仇となり、八重子のシマスカンクの能力により撃退された。
第3部では民間人質救出専門会社『シルバー・ファングス』のCEOとなっており、独自の傭兵団を率いてゴビ砂漠基地の燈・小吉たちを救出。小吉らに火星での行動を詫びて和解し、共闘することになる。
李（リー）、陳（チェン）、高俊（ガオ ジュン）、ヨウ
全員が軍人で戦闘力も高いが、外部には経歴や手術ベース、ランキングなどを偽装している。
ヨウの手術ベースはヌタウナギ。

#### 第五班
第五班はドイツ・南米出身者で構成される。
アドルフ・ラインハルト
声 - 遊佐浩二、高森奈津美（少年時代）
第五班班長。U-NASAドイツ支局所属。襟長の服を着て常に口元を隠した27歳の男性。身長180cm、体重88kg。ドイツ出身。マーズ・ランキング2位。専用武器は、対テラフォーマー受電式スタン手裏剣『レイン・ハード』。外伝漫画『RAIN HARD』では主人公を務める。
一見無愛想だが心優しい性格で、死別の悲しみを負うことを避けるために普段は周囲に対し淡泊で冷酷な態度をとっている。班員からはその性格を理解され敬愛されている。両親はバグズ手術の失敗で死亡しており、幼少時より軍に買われてM.O.手術の実験体として育った。そのため全身に怪我や火傷の痕があり、特に口元は大きな傷のため歯茎が一部露出している。自分の命に価値を見出だせず、絶望の中で生きていた時に現在の妻ローザ・ツィプリース（声 - 寿美菜子）に出会った。自分を人間として接し愛してくれた彼女を「自分を人間にしてくれた」と深く尊敬し愛しているが、同時に妻が不貞を働いているかも知れないと内心では疑っており、家族を失うことを恐れ何も聞けずにいる己の弱い心を卑下している。
手術ベースはデンキウナギ。人類初のM.O.手術の成功体となった人物。最初期素体のためツノゼミによる身体強化はされていない。人為変態時はデンキウナギの能力で全身の筋肉に発電器官を備え、テラフォーマーを殺傷するほどに強力な電撃を放つことができる。最初に手裏剣をレールガンの原理で敵に打ち込み、次に刺さった手裏剣に雷を落とす要領で電気を流し込むという、二段構えの戦闘スタイルを得意とする。強力すぎる電気は身を滅ぼし得るため、体内に安全装置を埋め込んでいる。電撃の他にも、ウナギの粘液で相手の直接攻撃を逸らす、磁場を利用してレーダーのように敵の存在を感知する、心肺が停止しかけても自身の電撃をA.E.D.代わりに使って蘇生する、電磁力を操ってバリアを張り弾丸を防ぐなど、幅広い能力を持つ。
火星到着最初の夜に数百のテラフォーマーの大軍に襲撃され、激闘の末絶命した。その直後、研究秘匿目的でドイツ支局により密かに仕掛けられていた体内の自爆装置が起動し、第五班メンバーとテラフォーマーの軍勢と共に爆発した。
第四班の離反やジョセフの野望に感づいており、死ぬ間際にエヴァへ第一班への合流を促した。
エヴァ・フロスト
声 - 佐倉綾音
ロングヘアで18歳の少女。身長162cm、体重54kg。ドイツ出身。マーズ・ランキング100位。内気な性格でネガティブな言動が多い。世間知らずな面があり、班の皆から可愛がられていた。同時期に手術を受けた燈やシーラたちと仲良くなる。「バグズ手術の次の可能性を示す4人」のうちの1人。第五班唯一の生存者となる。
第3部では「SPACIALs」にドイツ軍から派兵され、ともに戦っている。
手術ベースはプラナリア。体の一部程度なら欠損しても瞬時に回復し、全身がバラバラに粉砕されても条件が整えば記憶を維持した五体満足の状態まで再生が可能。アドルフ絶命時の自爆に巻き込まれて死ぬが、プラナリアの特性により再生、その際にアドルフからデンキウナギの能力を受け継ぎ、電撃攻撃や電磁力バリアなどを操れるようになった。機械の安全装置の代わりにプラナリアの再生能力で放電時の肉体的負荷を軽減している。多彩な特殊能力を持つ反面、肉弾戦は全くできない。
イザベラ・R・レオン、ワック・エリクソン、サンドラ・ホフマン、エンリケ、フリッツ、アントニオ、ジョハン、レイシェル、ミラピクス
声 - 東條加那子（イザベラ、ミラピクス）、赤澤涼太（ワック）、平野綾（サンドラ）、羽多野渉（エンリケ）、各務立基（フリッツ）、小田柿悠太（アントニオ）、竹内栄治（ジョハン）
手術ベースはイザベラはリオック、サンドラがイエネコのジャーマンレックス、エンリケがサメの一種、アントニオがハリセンボン、ジョハンがカメの一種。
マーズ・ランキングはイザベラが13位で、専用武器は対テラフォーマー攻撃用蹴球レガース『カルナバル・ド・パリス』。

#### 第六班
第六班はヨーロッパ・アフリカ出身者で構成される。
ジョセフ・G・ニュートン
声 - 石田彰
第六班班長。プレイボーイな言動が多い24歳の美青年。身長187cm、体重99kg。生まれはフィラデルフィア。ローマ連邦所属。マーズ・ランキング1位。専用武器は対テラフォーマーコーティング式西洋刀『ジョージ・スマイルズ』。
アレクサンドル・グスタフ・ニュートンの玄孫で、ニュートン一族の本家の出。独身。小吉やミッシェルからは「ジョー」と呼ばれている。高校3年のときに陸上十種競技で金メダルを取り、その後EU一位の大学と空軍幹部候補学校へ同時に通って生物学と航空宇宙工学の修士号を持ちながら空軍将校となる、という華々しい経歴を持つ。剣術で数千体ものテラフォーマーの死体の山を築く実力者。優れすぎて人間離れしていると言われるが、「私こそ人間」「人類の到達点」と自負する。
一族の目的ありきで愛無く生まれたことにトラウマを抱えており、「真実の愛」というものに強く執着している。過去には親友ジャック（ジェイコブ・A・スミレス）とミッシェル（ミッシェル・I・マヤコフスカヤ）の二人が「真実の愛」を持っているか確かめたいというだけの理由で二人を陥れ、結果ジャックを殺人に走らせ傷心のミッシェルに付け込み妊娠させて捨てた。先述のミッシェルと同じ名前を持つミッシェル・K・デイヴスに対して、生来の遺伝で人知を超える能力を獲得したことから「真実の愛」の結晶であると憧れており、何度もプロポーズしているが相手にされていない。
火星戦争の終盤、ニュートン一族が「人間を超える」目的のために計画当初から影で暗躍していたことが明かされる。独自の目的でテラフォーマーに情報を流していた。火星到着直後、形だけの部下であった六班全員を殺す。
脱出艦を目指してテラフォーマーと戦い、燈・ミッシェル・エヴァを離脱させることに成功した後に本性を表す。小吉を愛で戦い続けている男と評し、そんな彼に殺されることで愛を信じて死にたいと願って一騎打ちを挑む。上半身を切り裂かれ、首を刎ねられた上に頭部を両断され、完敗。だがプラナリアの生命力で絶命に至っておらず、遅れて現れた一族の宇宙船に救助される。
第3部では一族の新当主に就任した。高祖父アレクサンドル・G・ニュートンの残した研究成果を受け継いでいる。表向きの地位はローマ連邦空軍元帥。
大元の手術ベースは「不明」。エヴァを殺して自分にM.O.移植したことでプラナリアの特性を、同時にデンキウナギの特性も獲得する。また刻んだエヴァの死体からは、重要サンプルとしてクローンたちを作る。
原作者の貴家悠によれば、「彼はARMSのコウ・カルナギの子孫」とのこと。
マルシア、ムテバ・ネルソン・ムテキチ・インビクタスJr.
火星到着直後にジョセフによって仲間とともに殺害される。その後遺体はテラフォーマーの手に渡り、M.O.型を誕生させてしまった。
マルシアの手術ベースはテッポウウオで、手のひらから水を銃のように発射できる。マーズ・ランキングは11位。
ムテバ・ネルソン・ムテキチ・インビクタスJr.の手術ベースはラーテル。マーズ・ランキング14位。専用武器は対テラフォーマー臭気式偵察ドローン『ベアーズ・サイドキックス』。

### アネックス計画関係者
蛭間 七星（ひるま しちせい）
声 - 森川智之
蛭間一郎の弟（六男）。27歳。身長179cm、体重112kg。14人いる「アネックス1号計画」副司令官の一人で、日本航空自衛隊三等空佐。オフィサーを集め火星への任務とA・Eウイルスについて説明した。アネックス1号が地球を発った39日後には本多の居場所を突き止め、彼を説得して保護する。燈を「何の罪もない日本の若者」として見ており、国家の利害だけではなく心情的にも守ってやりたいと考える。
第3部では自衛隊を離れたらしく、一警護の役員となっている。一郎や日本政府と連携し、一警護を指揮してテラフォーマーと戦っている。
蛭間 六嘉（ひるま ろっか）
声 - 水島大宙
蛭間一郎の弟（五男）。28歳。身長176cm、体重107kg。ドイツ支局所属。ドイツを日本の味方につけるべく、ジェシカ博士のもとに訪問した。
第3部では日本の外務省に所属している。持ち前の明るさから各省庁に顔が利き、一郎からは「外務省の若きエース」と評されている。中国工作員に襲われ昏睡状態になった一郎を、助かる可能性は五分五分と知りながらも独断で蘇生させる。

### 科学者
本多晃（ほんだ こう）

第2部の2620年ではU-NASAから追われる身となっており、抹殺の対象として手配されている一方、燈という人工的にバグズ能力を持つ子供を生み出した唯一の科学者であるため、その技術を各国から狙われている。埼玉県字浦（あざら）市で名と姿を変えてバーのマスターをしていたが、七星に保護され、『一警護』の研究要員として席を置く。かつて自分の犯した過ちをずっと悔いていたが、燈らと出会ったことでもう一度人々のために研究に取り組むことを決意した。
第3部ではA・Eウイルスに対するワクチンの研究を続け、多くの人命を救っている。ワクチン開発に力を注いだことで日本のM.O.能力者を増やす研究はできなかったが、「既に手術に成功した人物」の強化に着目、新たに「天異変態」技術を産み出した。
燈と同じ児童養護施設の出身。2回の飛び級の後14歳でアメリカに渡るほど優秀であったらしいが、施設には最後まで馴染めなかったという。
ジェシカ・ベルウッド
声 - 山口由里子
U-NASAドイツ支局所属の女性博士。69歳。歯に衣着せない厳しい言動の科学者で、医師でもある。ヘビースモーカー。バクズ1号の乗組員トーマス・ベルウッドの妻だったが彼が旅立った当時にはすでに別居していた。
優れた科学者であり難易度の高い手術を成功させているが、アドルフの子供に意図的にモザイクオーガンを遺伝させようとする試みは失敗している。一方でA・Eウイルスを用いてM.O.手術の成功率を上げる研究を進めており、その高い技術がドイツの強み。第3部ではその研究が「神肝達」経由で中国に流れ、複数のM.O.兵士を誕生させている。
アドルフに人体実験を施した張本人であるが、一方で彼のことは「身内」であると評している。

### 各国の首脳
作中の27世紀で強い権力を持っているのは日本、アメリカ、ロシア、中国、ドイツと新興国家ローマ連邦の6か国。以下の各国首脳陣がアネックス計画を指揮している。また、テラフォーマーやM.O.技術の存在は一般には秘匿されているため、各国首脳がテラフォーマー関連の原因で死亡したり重体になった場合、表向きには急死扱いにすることが互いに示し合わされている。
蛭間 一郎（ひるま いちろう）

第2部の2620年では38歳の若さで第502代日本国内閣総理大臣になっている。体重151kg。各国上層部の傀儡政権として若い蛭間が担ぎ上げられたが、国内の支持率は高いという。M.O.手術とテラフォーマーから得られる利益を独占しようとする各国に対し巧みに立ち回った。地球でテラフォーマーが行動を開始した際にも迅速に対応している。かつて自分が貧しさから仲間を裏切る行為に手を染めたことを後悔しており、自身もまた総理の執務室にバーベルを持ちこむなど、いつでも戦えるように体を鍛えている。
第3部においても内閣総理大臣であるが、中国の工作員に襲われ意識不明の重体に陥る。M.O.能力者による襲撃であったため、予め各国上層部で示し合わせていた通り表向きには急死したことにされる。その隙をついたテラフォーマーが日本に総攻撃を始めるも、後に弟の手を借り自身のバグズ能力で強引に復活。即座に自衛隊・警察を総動員して迎撃する。しかし、結果的に米軍・中国軍を始めとする多国籍軍の介入を防ぐことはできなかった。また、新首相となった〈神肝達〉のジェイソンにより過去（第1部）の裏切り行為を国民に暴露されてしまう。その渦中、凱将軍に持ちかけられた取引で小吉を救うためゴビ砂漠の地下実験場に自ら出向いた。小吉に過去の謝罪と現在の心情を吐露したうえで、力ずくでも連れ帰ろうとする。
ジェイソン 新墾（にいばり）
504代日本国内閣総理大臣。〈神肝達〉の一人であり、ニュートン一族。テラフォーマーとの戦争勃発の混乱の中首相に就き、蛭間前総理のバグズ2号計画での裏切り行為を暴露した。
ジェラルド・グッドマン
声 - 諸角憲一→世古陽丸
アメリカ合衆国大統領。日米で協力してアネックス計画を主導し、国力の疲弊とバグズ計画の失敗で失墜した米国の権威を取り戻そうとしている。かつて〈祈る者〉が来襲した際は国防長官であり、宇宙人の攻撃と判断して迎撃を指示した。
第3部ではテラフォーマーとの「戦争」勃発により、これまで対立していた中国と軍事協力する。
ブラディーミル・A・スマイルズ（スミレス）
声 - 若林亮
ロシア連邦大統領。外国生まれで、ロシアに移住し刻苦の果てに大統領にまで上り詰めた人物。当初は「スミレス大統領」と呼ばれていたが、2部終盤で正式なフルネームが明かされた。大統領就任以前、インヴォーカーがバグズ1号で地球にやって来たときには、ミサイルで撃墜している。生身でテラフォーマーと拮抗するほどの身体能力を持つ。
火星の古代文明「ラハブ」の謎を解明、独占しようとしている。初めは中国やローマに協力していたが、本多博士の保護および中国の独断専行が発覚した後は日米側に着いた。ニュートン一族に対し、「我が国があの一族を超える」と豪語するなど強い対抗心を抱いている。
第3部では、頭部を失った状態で動き出した〈祈る者〉と交戦。互角以上に渡り合ったが、イワンを庇って命を落とす。
劉就武（リュウ・ジョーウ）
声 - 井上和彦
中国国家主席。劉翊武の異母兄。中国の利益のためには非道な手段も辞さないが、表向きは温厚に振る舞っている。生まれつきM.O.能力を持つミッシェルと燈を狙い様々な裏工作を行う。
第3部ではテラフォーマーとの戦争勃発に際し、全国籍軍の実質的指導者（＝人類代表）となる。裏では〈神肝達〉とのコネクションからインヴォーカーと講和を目論み、日本での実権を握ることを画策していた。しかしインヴォーカーは彼の思惑通りに動かず、講和の場で殺害される。その様子は全世界に中継されかけたが、イワンの介入で止められた。
ペトラ・エイハイム
声 - 橘U子
ドイツの女性首相。テラフォーマーの研究で得た高い科学技術を武器に国際社会で台頭しようとする。当初は表向き日米を支持していたが、ドイツの高い技術力に目をつけたルーク大統領の勧誘により水面下でローマ連邦と手を結ぶ。
ルーク・スノーレソン
声 -小杉十郎太
新興国ローマ連邦の初代大統領。ニュートン一族の思惑で動いている。表向きは日米に協力する一方で中国が裏切るための手助けをしていた。本多博士が保護された後は日米に対抗するためドイツの技術力に目をつけ、味方に引き入れる。
各国が資源の枯渇や技術力の不振により疲弊していることを懸念しており、特にアメリカと中国が「最後の手段」として戦争を起こすことを警戒していた。そのため、第3部では〈神肝達〉の手引きでテラフォーマーの侵攻を促し、米中の戦争ではなく「人間対テラフォーマー」の戦争を勃発させる。

### 中国軍
凱 延超（カイ・ヤンチャオ）
中国軍の将軍で、顔の左半分に火傷のような跡がある男性。38歳。身長178cm、体重81kg。中国の宇宙戦艦『九頭龍』の指揮官として火星に赴き、能力で支配したテラフォーマーたちを動員し燈とミッシェルの捕獲を目論む。一時は二人の身柄を確保するも数々の妨害に遭い失敗し、最終的に第四班の生存者と瀕死状態の小吉、そしてニュートン一族から得た情報を携え地球に戻った。
冷酷で手段を選ばない人物であるが、自分の能力に慢心して痛い目に遭う、命令に従わない部下に振り回されるなどコミカルな描かれ方もされている。
第3部では人質である小吉を解放する代わりに燈もしくはミッシェルの身柄を要求するという取引を日米に持ちかけるが、意に反して蛭間が取引の場に現れたため、小吉を操って二人を争わせる。
手術ベースはアリタケの一種であるゾンビ蟻キノコ。手から菌糸を出して相手にキノコを寄生させ、神経に作用させて行動を操ることが出来る。単に相手を逆らえなくするだけでなく、ある程度複雑な命令も可能。アリのミッシェルやハチの小吉にとっては天敵だが、事前の抗真菌剤を服用にて予防対策も可能。専用装備は『九頭龍』に備え付けられている大量のアリタケの胞子をばらまくための設備。
第3部では中国軍により彼の能力がテクノロジー化され、〈神奸達〉の中国軍や工作員らは相当数のテラフォーマーを手下として操ることが可能になっている。
爆 宇嵐（バオ・ユイラン）
中国軍の将軍で、爆致嵐のオリジナル。50歳。身長183cm、体重102kg。左目が義眼となっている。
手術ベースはチャツボボヤ。M.O.手術を受けてから十数年が経っており、年季によって致嵐以上に使いこなしている。体内に心臓や目をはじめとする主要な臓器を複数ストックとして備え、それにより例え胸部を撃ち抜かれても活動できる。また虫サイズの超小型なクローン体の『爆』を出芽させて特殊な弾丸に仕込み、大型の銃で相手の体内に打ち込んで暴れさせることが出来る。接近戦では中国拳法を用いる。
火星ではアシモフと戦闘になり、首を切断されて絶命。しかし事前に「脳のスペア」をアシモフの体内に打ち込んでいたため、アシモフの腕からクローン体で復活し、地球に帰還する。
雷 向文（ライ・コウブン）
声 - 中博史
第3部より登場した中国軍上層部の科学者。〈神肝達〉の一人。
ニュートン一族やテラフォーマーらと結託し、何らかの計画を進めるべく行動している。
松崎 圭太（まつざき けいた）
第3部より登場。西と同じく「第二山嬢」出身の工作員で彼女の後輩に当たり、松崎という名前も任務上の偽名。経済産業省の官僚を名乗ってパーティーに潜入し蛭間総理を襲撃した。
手術ベースは不明だがM.O.能力者であり、何らかの致死性の物質を操ることができる。蛭間のSPたちを手を触れずに殺害し、蛭間には直接触れて毒素を打ち込んで昏睡状態に陥れる。
孫 政富（スン・チョンフー）
第3部に登場。中国軍空軍曹長。〈神肝達〉側の人間であり、〈祈る者〉を襲撃した朝太郎を足止めする。ヘリごと朝太郎に爆破され、消息不明。
眼が異様に大きいなど、顔貌がテラフォーマーと酷似する。元々は普通の人間であったらしく、何らかの要因で自らテラフォーマーのような姿へと変貌したらしい発言をしている。
M.O.能力者の兵士
M.O.手術を施された兵士たち。第3部ではA・Eウイルスの研究で手術成功率が上がったことで量産が可能になっており、全国籍軍としてテラフォーマーと戦う。
登場した手術ベースはヤモリの一種。飛行する戦闘機の翼に立つことができる。パイロットを殺そうと接近してきたテラフォーマーを迎撃する「タンクデサント」戦法をとる。

### 米国軍
『SPACIALs（スペイシャルズ）』チーム4
アメリカ合衆国宇宙軍特殊作戦部隊。陸・海・空・宇宙のどこでも戦闘が可能とされる。
隊長はミッシェル。判明している戦闘員はマルコス、ダニエル、トーヘイ、リジー、エヴァ（ドイツ軍より派兵）。またハッカーとしてウォルフ、アミリア、リュウイチが所属している。
M.O.能力者の兵士
M.O.手術を施された兵士たち。第3部においては米国でもA・Eウイルスの研究が進んでおり、複数の歩兵が登場している。
手術ベースは共通でゲジゲジ。ゴキブリの天敵であり、高い身体能力を持つ。「Synth-METAMORPHOSIS（人為変態）」の掛け声で変異する。複数のマニピュレーターを持つバックパックを装備し、棒術や鋼球の投擲で戦う。
ケビン・ベイカー
27歳。M.O.兵士で階級は曹長。手術ベースはゲジゲジ。過剰変態のため人間に戻れず死亡したが、決死の奮闘により沿岸部の防衛に成功した。

### 一警護（はじめけいご）
民間警備会社で、作中の27世紀では日本第2位の規模を誇る。「個人から国家まで契約者の財産を力ずくで衛る」を信条に、法人・一般邸宅のセキュリティシステムや国内外の災害地域・戦闘地域のシステム開発を主な業務とするが、テラフォーマー対策を専門とする一般には知られていない「地球警護部」が存在する。創設者は蛭間一郎で、社名も彼の名にちなんだものである。
U-NASA本部にも極秘で救助艦「フロンティア・スピリット」を火星に派遣し、多くの乗組員を救助した。一部の社員はM.O.手術を受けており、日本政府から依頼を受けてテラフォーマーとの戦いを密かに繰り広げている。マーズ・ランキングに倣った「ジャパン・ランキング」を持つ社員が多く登場する。
下記の社員の他、アネックス1号の帰還者から燈、慶次、加奈子、八恵子、江莉佳が所属している。
蛭間 二郎（ひるま じろう）
声 - 子安武人
一郎の弟。髪の色以外、一郎とよく似た顔つき・体型である。一警護の代表取締役。
初登場は中国が『九頭龍』を火星に派遣したことを突き止め、一郎に知らせた相手として電話の声のみが明かされる。その後、首相関係者を名乗る謎の男として第2部終盤から登場していた。第2部では救助艦『フロンティア・スピリット』の計画を主導したり、第3部では燈たちの救助に「SPACIALs」を中国人工島に派遣するのを手助けするなど、陰ながら燈らのサポートを行っている。
一方で兄である蛭間総理を陥れようとするかのような行動を取っていたり、〈神肝達〉との密通が示唆されたりなどの描写があるため、真の思惑は不明である。
草間 朝太郎（くさま あさたろう）
声 - 平川大輔
広島弁を話す眼鏡の男性。神奈川県出身。38歳（2部）→39歳（3部）。身長183cm、体重91kg。燈がいた児童養護施設の院長、草間紫暮の息子。ジャパン・ランキング3位。コードネームは『免許皆伝（バトルマスター）』。専用武器は対テラフォーマー圧縮空気式飛翔補助ウィング『父喰刃（フクロウ）』。
人の名前を覚えないが、燈に対しては本名も把握している。一警護本店の地球警護部部長に就いている。膝丸神眼流免許皆伝・師範代。
同居していた燈の特異体質には早くから気づいていたものの、紫暮が問題にしていなかったため受け入れていた。一警護上司の蛭間二郎からバグズ技術について明かされた際に何気なく「この体質を知っている」と話してしまったことで「ザ・セカンド」の存在が各国に漏洩し燈の身柄が狙われる原因を作ってしまい、そのことを悔いている。
第2部終盤、救助艦「フロンティア・スピリット」で火星に現れ、アネックスの乗組員たちを救助した。第3部ではテラフォーマーとの戦争勃発直後、独自に〈祈る者〉の乗る日本海上のヘリコプターを捕捉し交戦する。能力・武術・毒薬などの搦め手を駆使して〈祈る者〉を追い込み、邪魔が入って取り逃がしても爆弾で自爆して追い打ちをかける。両者ダメージを受けてなお、浜辺で戦闘を続行、満身創痍ながらも体に仕込んだ「天異変態」ユニットによって強引に怪我を治癒させるも、敗北する。その後の生死は不明。
手術ベースはワシミミズク。人為変態すると両腕に翼と鉤爪が発現する。フクロウの特徴として頸椎が270度回るため、不意打ちで首を捻じ曲げられても平然としていた。
ダニエル・アーサーJr.
声 - 楠大典
朝太郎の上司で、陽気な性格の黒人男性。通称ダン。第2部終盤、救助艦「フロンティア・スピリット」にて朝太郎と二人で火星に駆け付けた。
元軍人。初登場時に朝太郎から「ダン中尉」と呼ばれ、「元」「中佐」であると訂正している。
二丁拳銃やライフルを使ってテラフォーマーを百発百中で狙撃する腕の持ち主。左右の目を別々に動かして多数の相手を狙撃したり、常人では視認すら困難なほど遠距離の相手を仕留めたりなどといった実力を見せる。火星でも生身だったことからM.O.能力者であることがミッシェルから指摘されていたが、手術ベースなど詳細は不明。
第3部では軍に戻った様子で、アメリカ軍の中尉として「SPACIALs」に所属している。
染矢龍大（そめや たつひろ）
声 - 濱野大輝
頭にバンダナを巻いた巨漢。埼玉県出身。20歳（3部）。身長194cm、体重165kg。ジャパン・ランキング？位→2位。第2部では日向と共に七星の護衛を行っていた。
フィジー人の父と中国系ロシア人の母を持つが、両親が養育を放棄したため埼玉県の老夫婦の養子になり日本人として育った。屈強な肉体を持ち、 「ニュートン一族」と一切血縁がないにもかかわらず、ジョセフに匹敵する身体能力を持つ。その一方で見た目の割りに繊細な体質であり、すぐに体調を崩しやすい。手術ベースは不明だがM.O.能力者であり、素手でテラフォーマーを圧倒する。
日向 強（ひゅうが きょう）
声 - 佐藤拓也
サングラスをかけた青年。埼玉県出身。20歳（3部）。身長176cm、体重75kg。ロシア語など複数の言語を流暢に話せる頭脳派で、一警護では戦略部に所属。作戦立案や状況分析を主に担当する。コードネームは『スネークアイズ』。
手術ベースはニシダイヤガラガラヘビ。普通の蛇の10倍の感度を持つピット器官を有し、周囲の赤外線を敏感に感知することができる。専用装備はピット器官の受容体を活性化させる薬剤で、タバコタイプとキャンディタイプがある。この専用装備で全身の受容体を活性化させることで、軍用サーモグラフィーをも上回る精度の探知能力を発揮する。またヘビと同じように大きく開く構造の肋骨を持っているため、肺に常人より多くの空気を貯めて長く息を止めたり一瞬の大声で敵の鼓膜を破るなどの応用も可能である。
本郷 丈一（ほんごう じょういち）
声 - 興津和幸
元警察キャリアの青年。静岡県出身。26歳（3部）。身長180cm、体重82kg。所属は係長で、コードネームは『タイガーショット』。ジャパン・ランキング6位。第2部からわずかに登場している。行方不明の妹を探すために警察を辞め、一警護に入社した。人工島『秋海』で妹と再会を果たし、救出に成功する。
手術ベースは第1部のティンと同じ手術ベースであるサバクトビバッタ。バッタの脚力にサッカーの技術を組み合わせた足技を中心とする戦闘スタイルを取る。
サムライソード
声 - 堀江由衣
本名不明。コードネーム『サムライソード』を名乗る女性。カナダ出身。23歳（3部）。身長167cm、体重62kg。ジャパン・ランキング7位。左側の側腹部に3256と記されている。使用武器は対人・対テラフォーマー滑車式大太刀『奪還工芸師（ジャスティス・ビーバー）』。
名前も祖国も捨ててきたと語る謎多き女性だが、命懸けでテラフォーマーズから日本を守るために奮戦する。かつて双子の姉と旅行中に人身売買組織に誘拐され、ハンニバル・G・ニュートンに奴隷として買われていた過去を持つ。その後、M.O.手術の被験者を探していた一警護に秘密裏に買われ、戦闘技術を教えられた。ハンニバルへの復讐を悲願としている。
第2部では台詞のみの登場で、第3部で本格的に登場する。水上スキーを駆使し、燈らを地下水道から救出した。「戦争」勃発時は房総でテラフォーマーと戦う。房総を守り抜いたのち、ハンニバルを追って豪華客船に潜入する。
手術ベースはツムギアリ。蟻の優れた筋力に加え「獰猛さ」「下半身のバランス」がツムギアリの特徴であり、自分の身長以上の大太刀を自在に振るうことができる。また、ツムギアリの出す糸も自在に操ることができる。他M.O.生物の糸に比べると脆く、あくまで足止め用として用いる。
高橋 舜（たかはし しゅん）
関西弁を話す長髪の若者。第2部終盤より登場。岐阜県出身。27歳（3部）。身長188cm、体重79kg。コードネームは『ピラニアン・ローズ』。ジャパン・ランキング4位。使用武器は対テラフォーマー音力発電式ホーミング弾『ストライカー・ピスケス』。
手術ベースはマッコウクジラ。専用武器『ストライカー・ピスケス』はマッコウクジラの出す強烈な音波を利用した「音力発電」を動力源として飛行する無数の小型爆弾。舜が能力で放つ超音波をセンサーが感知し、自在に操作して飛行させることが可能。激突して敵の体を貫通させたり、任意のタイミングで爆発させたりといった攻撃手段を取る。武器自身の出す騒音を吸収して「音力発電」の動力源に利用できることから飛行する際の音や空気の動きが非常に少なく、テラフォーマーの尾葉で感知されにくいという利点を持つ。

### その他の関係者
草間 紫暮（くさま しぐれ）
広島弁を話す老齢の男性で、燈の師匠であり育ての親。朝太郎の実父。66歳。身長172cm、体重57kg。
膝丸神眼流道場の師範と児童養護施設の院長を務めるほか、『一警護』において顧問の席を置く。十字槍を武器とし、生身の状態で複数のテラフォーマーを圧倒する。
地球でのテラフォーマー掃討戦に参戦していたが、燈達が地球に帰還するころにスウェーデンウーメオー地方地下500メートルの高放射能廃棄処理場跡にて〈祈る者〉と交戦、戦死した模様。
斉藤 翔（さいとう しょう）
声 - 小林裕介
全身にタトゥーを施した若い男性。神奈川県出身。21歳。身長168cm、体重60kg。東京の地下水道を根城とする500人近くのギャング「東京モグラ族」のリーダー。仲間とともにテラフォーマーを狩りその臓器を密売していた。燈とは小学校時代の同級生。
地下水道を探索に来た燈と当初は衝突するも、実際に拳を交えたことで和解する。直後、中国の工作員だった部下の一人に撃たれテラフォーマーの軍勢に襲われるが、燈と共闘して窮地を脱し一警護に保護された。
「戦争」勃発時は一警護と契約して日本の防衛に参加。アウトローたちで構成された「関東土竜連合」を率いてテラフォーマーと東海道で交戦する。
闇バグズ手術を受けており、ベースはフタホシコオロギ。脳と神経が直結した尾葉を持ち、その微細な感覚毛で分子の動きすら感知が可能。バッタ目特有の強靭な脚力によって高速で跳び回り敵を仕留める。
関東土竜連合
斉藤が率いるならず者たち。幹部はM.O.能力者である。手術ベースが判明しているメンバーはカギムシ、スカンク。
風邪村 一樹（かぜむら いっき）
皇宮護衛官（休職中）の男性。奈良県出身。29歳（3部）。身長223cm、体重111kg。コードネームは『人為鵺（マスティコア）』。ジャパン・ランキング1位→2位→11位→23位（本編初登場時）。風邪村自身の登場は第3部からだが、2部でも一警護社員の会話中で彼と思わしき人物への言及がある。
作中の日本で3本の指に入るとされる富豪の名家の生まれ。人並み外れた体格に加え、弓道8段・剣道5段・書道師範・茶道師範・大学首席卒業と非常に優秀な人物だった。しかし26歳で家系に伝わる難病を発症し、全身の筋肉が動かせなくなり寝たきりとなる。それ以外で生活に支障はなかったものの、祖先や周囲から受けた恩に報いるため、また祖国を守るために、家族の反対を押し切り日本で唯一治療のためにM.O.手術を受けた。
「過剰変態」を行うことで全身の組織が新しく入れ替わり体が動かせるようになるが、病状が悪化するたびに手術を受け直したため無数の手術ベースを持つ。また過剰変態には激しい痛みが伴うという。複数回のM.O.手術は原則として不可能ですぐに死亡してしまうとされているが、彼の常識外れの体格と精神力によって死を免れている状態にある。常にリスクと隣り合わせであるものの、その戦闘力の高さは一警護でも一目置かれている。
「戦争」勃発時、紀伊でテラフォーマーを迎え撃つ。奮闘の末に防衛に成功した。
手術ベースは「複合実験型」とされ、ベース生物は多数。判明しているものは女郎蜘蛛、烏、アナコンダ、コモドオオトカゲ、ヤマアラシ、ムネマダラトラカミキリ、モウコノウマ、本土狸。人為変態により複数のベース生物が混ざった姿に変異する。また、常に「過剰変態」の状態で戦うことで体が両断されかかるほどの重傷も変身薬の投与だけで治癒できる。弓道の腕も達人の域にあり、飛行するテラフォーマーの急所を正確に射抜くことができる。
海老塚 萌子（えびづか もえこ）
一樹の幼馴染で担当医を務める女性。30歳。奈良県の大病院の長女。危険を省みず戦う一樹を献身的に支えている。医師としても優れた腕を持ち、複数回のM.O.手術を成功させている。

### ニュートン一族
2040年代ころから、M.O.手術とは全く異なるアプローチで「人間の品種改良」を行ってきた一族。容姿・能力・病気への抵抗力が優れた人間を配偶者にし続けていくことで、人間の持つ「全ての個性を兼ね備え」かつ「向上させている」。「ニュートン」姓の他、親戚として「スマイルズ」「ヴィンランド」「新界」などといった姓の人物が登場するが、人種・国籍・苗字すらこだわりはなく、「真のコスモポリタン」を自称している。2200年代からは一部の動物の持つ睡眠の特性（数瞬で睡眠を完了、体の一部だけ寝る）を得るなど、人間の限界を超え始める能力が備わるようになる。
第2部では何らかの思惑を持って火星のテラフォーマーらに情報をリークしたり、ローマ連邦大統領らを操ってアネックス計画に介入したりと暗躍していた。第3部ではテラフォーマー・中国軍上層部らと「最終目標の一つ手前の目的」の一致から本格的に結託し、互いの計画を進めていることから〈神肝達〉として危険視されている。
アレクサンドル・グスタフ・ニュートン

バグズ計画を主導した科学者。「ニュートン一族」の一人で、突出して優秀だった人物。直系の子孫にジョージ・スマイルズ（孫）やジョセフ・G・ニュートン（曾孫）がいる。
第2部の2620年では故人。研究成果を1冊の本にまとめて子孫宛に残しており、第3部にてジョセフに継承される。
ジョセフ・G・ニュートン
一族の中でも最高傑作の「人類の到達点」。

ファティマ・フォン・ヴィンランド
声 - 沢城みゆき
貴婦人の様相をした女性。金姫の妹でハンニバルの娘。ジョセフを「叔父（おじ）さま」と呼んで恭しく接している。銃を仕込んだ日傘が武器だが、本人の戦闘能力も高い。本業は声楽家。
第2部終盤、エロネと共に突如火星に現れる。一見世間ズレしたような性格だが分析能力と交渉術は秀逸で、「九頭竜」に隠されていた機能を見破り、自分の情報を手土産に決裂しかかった中国軍との交渉をまとめジョセフを保護した。
第3部では中国軍・テラフォーマーと結託し登場。何らかの計画を画策し暗躍している。
エロネ・新界（しんかい）
冷静な性格だが好戦的な男性。褐色の肌で額にビンディーを付け、侍のような姿をしており、鍔の無い刀を二振り腰に差している。29歳（3部）。力学博士・考古学修士。古武術『新宮流』宗家。名前の通り祖先は日本人らしい。
一族の中でも戦闘技術だけなら頭一つ抜けていると評される。当主であるジョセフの能力は高く評価しているものの、時折一族の目的よりも彼個人の考えを優先させるジョセフに頭を悩ませている様子。
第3部では、ジョセフの新当主就任の式にて一族のNo.2である当代の参謀に任命される。
金姫（ジンジェン）・フォン・ヴィンランド
第3部に登場。東シナ海中国人工島『秋海』の研究員で、褐色の肌にショートヘアの女性。23歳。ファティマの姉でハンニバルの娘。テラフォーマーと協力して人体実験を行っていた。
本郷と交戦し細菌兵器や自身の能力で追い詰めるも、過剰変態した本郷に敗北する。その後の消息は不明だったが、ジョセフの新当主就任の式には健在な姿で参列していた。
ニュートン一族の並外れた身体能力に加え、紅式手術を受けており手術ベースはカブトガニ。「カブトガニの青い血液」はこの世の大半の病原体・細菌を無効化でき、変異無しでも細菌兵器で満たされた区域などで平気で活動できる。人為変態すると左腕にカブトガニの甲羅と尾剣が発現する。
ハンニバル・フォン・ヴィンランド
ジョセフの兄で、金姫・ファティマ姉妹の父。褐色肌に筋骨隆々な男性。本名はハンニバル・G・ニュートンだが、妻の姓を自称している。39歳。身長208cm、体重144kg。レモニスタン共和国特別相談役。
思いついたことを手にメモする癖があるらしく、左腕には無数の文字や数式が書かれている。ニュートン一族らしく屈強な肉体と、数学や芸術を愛好する知性的な面を持つ。一方でエキセントリックな言動が目立ち、本人も自分は一族の中で最も手に負えない人物であると評している。一族の当主にも興味がなく、地位を辞退してジョセフに任せたとのこと。一警護のサムライソードからは過去の因縁から追われている。
手術ベースは細菌型のテルムス・アクウァーティクス。変異した能力者のDNAを取り込むと複製・増殖させ、「天異変態」と同様に他者の能力を発現させることができる。
トニー・S・ニュートン、ワンガリ・E・ドラド、久重（ヒサシゲ）・ケンロック
一族の上位に当たる面々。ジョセフの新当主就任の際に集結する。
ジェイソン 新墾
日本国総理大臣。一族の中から政治の表舞台に立つ「表の支配者」が現れたのは数世代ぶりらしい。

## テラフォーマー
地球からテラフォーミングのために火星に放ったゴキブリが異常進化した生物の総称。地球人は主に「ゴキブリ」と呼ぶ。約2メートル以上の体長に筋骨隆々の体格、頭部から首の後ろにかけて生えたパンチパーマ状の頭髪という外見をしている。外見のデザインは「絶滅した原人」などを造形の参考にして描かれている。痛覚こそないが、体内構造は人間に近く、脊椎を有し脳の形状や眼球も人間そっくりになっており、ゴキブリの形態的要素は甲皮、気門、触角、尾葉、羽くらいしか残されていない。人間に近い姿をしているものの、人間と異なり雄と雌の外見上の差異はほぼない。幼生も存在し、体長は成虫の腰の高さほどとなっている。
腕力が高く、薬で変身した乗組員も無防備ならば素手で簡単に破壊される。体も強靭で熱に強く、多糖類アミロースで出来た甲皮を全身の気門から入る酸素で直に燃焼させることで爆発的な運動量を得ているが、生命活動に必要な酸素は肺呼吸で得ている。身体のコントロールは胸部の『食道下神経節』『胸部神経節』に委ねられているため、呼吸および胸部の器官が無事ならば、首が切断されても活動できることがある。逆に言えば喉を潰すか胸部を破壊することで活動を止められる。
普段は「じょう」「じじょう」「じょうじ」「じょうじょう」といった音声でコミュニケーションを取る。なお、この言葉の起源はバグズ1号乗組員「ジョージ・スマイルズ」のことで、彼が名前を呼ばれているところを覚えて以後使用されるようになった。瀕死の際は「ギィ、ギィ」と鳴く。
脳も進化しており、知性を持っている。銃器や網、旗などを使用するほか、人間の機械の扱い方を理解し、初めて見るはずの高速脱出機を操縦することも可能とし、さらにバグズ2号のクルーの遺体から臓器を自力で移植するなどの医療行為すら行うなど急激な発達を見せている。前時代に中国宇宙軍が飛ばした火星探査機「大鲤鱼二三號（グレイトカープ23號）」や「バグズ1号」を修理して利用している。更にはなお、多くの個体が持っている石器製の棍棒は、武器ではなく岩に付いた苔を削ぎ取り食べるための食具である。バグズ2号の遺したカイコガで養蚕を行い、布や食料としても利用している。2620年には組織化が進んでおり、階級や役割のようなものを与えられた個体が存在し、身体に装飾具や衣装を身に付けた個体がテラフォーマーの部隊を統率している。また、カイコガという動物性タンパク質を摂取したことで、より巨大で筋肉質な肉体をした、両腕に紐を3本ずつ巻いている力士型テラフォーマーという個体が複数存在する。人類の侵攻をさながらナイル川の氾濫の如く被害をもたらすが同時に新たな恵み（技術・物）をもたらすものと捉えて、人間をある意味では『神』のように信奉し、スキンヘッド型のテラフォーマーたちを頭目としている。
虫から人型に急激に進化したことで「免疫寛容臓（モザイク・オーガン、M.O.）」という臓器を獲得している。本来なら莫大な時間をかけて行われる進化が500年で起きたため体が急激に変化し、「ヒト」と「昆虫」ほどに離れたものを共存する手段として生まれた特殊な臓器である。そのため、異なる生物のDNAを組み込んでも体が許容するようになっており、人間側はこの臓器を活用することで「バグズ技術」「M.O.技術」を生み出した。一方でテラフォーマーたちはこの特性を生かし、バグズ2号の乗組員の遺体から原始的な手術で能力を移植した「バグズ型テラフォーマー」を誕生させる。後に、アネックス1号乗組員から能力を奪った個体「M.O.型テラフォーマー」が登場している。第2部終盤、テラフォーマーの地球侵攻が判明してからは地球に生息している生物から直接能力を移植した個体も多数登場している。
第3部ではM.O.型に加え、ベース生物と同化しほぼ同じ外見・能力を持つテラフォーマーも登場する。
| 手術ベース             | 特徴 |
| ---------------------- | --- |
| ミイデラゴミムシ       | 左腕に紐を1本巻いている。 掌から超高温のガスを放出する。能力入手元はリー。 |
| サバクトビバッタ       | 両腕に紐を1本ずつ巻いている。 長距離をジャンプするなど、強靭な脚力を持つ。能力入手元はティン。 |
| ゲンゴロウ             | 右腕に紐を1本巻いている。 両手が吸盤のようになっており、掴んだものを離さない。両脚もブラシ状で水中を自在に泳ぐ。能力入手元はジョーン。 |
| メダカハネカクシ       | 左腕に紐を2本巻いている。 背中にガス噴射口があり、高速移動が可能。能力入手元はテジャス。 |
| クロカタゾウムシ       | 褌をしている。「下がり」は4本。 力士型特有の巨体に加えて高強度の甲皮を有し、鍛え抜かれた筋肉に裏付けされた腕力とスピードを併せ持つ。能力入手元はジャイナ。 |
| クモイトカイコガ       | 褌をしている。「下がり」は6本。 全身が毛に覆われている。1000メートルもの鋼鉄に匹敵する強度を持つ糸を紡ぎだす能力を持ち、その糸を攻守共に巧みに使いこなす。 力関係はクロカタゾウムシ型より上とマルコスは推測したが、小吉に完敗する。能力入手元は奈々緒。                                                      |
| ニジイロクワガタ       | 全身の甲皮が玉虫色に輝き、条件が揃えば高い迷彩能力を発揮する。また甲皮の強度もミッシェルの蹴りに耐えられるほど硬い。両腕にいくつもの刃がついている。能力入手元はマリア。 |
| オケラ                 | 左腕に紐を3本巻いており、力士型の体格。 背中を丸い前翅で覆っている。太く発達した腕とキャッチャーミットのような大きな掌を持ち、鋭い爪で地中に潜ることができる。能力入手元は虎丸。 |
| オニヤンマ             | 首から紐を3本下げている。 複眼と大きな翅を持ち、体には縞模様が入っている。飛行能力が発達しており、急発進・急停止などが可能な上、変異した人間の胴体も引きちぎることができる。能力入手元はトシオ。 第3部の「戦争」時にはテラフォーマー側の主力として大多数のオニヤンマ型が登場し、軍勢となって日本を襲撃する。 |
| パラポネラ             | ビキニパンツを履いている。 力士型の巨体に加えミッシェルの3倍以上の体重を誇る。前腕がさらに肥大化しておりドナテロやミッシェルとデザインが酷似している。片腕で脱出機を持ち上げるほどの筋力を持つ。能力入手元はドナテロ。                                                                                       |
| マイマイカブリ         | 袴を履いている。 腐食性の酸を放出し、燈の精製した糸を溶かしてしまう。武術にも精通し、騙し討ちなどの知略にも優れる。能力入手元はルドン。 |
| ハナカマキリ           | 袴を穿いている。 両腕が鎌状になっている。能力入手元は明明。 |
| エメラルドゴキブリバチ | 火星では登場せず、地球で初登場する。毒針と化した人差し指の爪を刺すことで人間を操ることができる。能力入手元はウッド。 |

| 手術ベース                   | 特徴 |
| ---------------------------- | --- |
| テッポウウオ                 | 包帯を巻いた左腕には鱗と鰭が生え、力士型並みの体格。 水を飲むことで、銃弾に匹敵する水弾を掌から放出し狙撃することができる。 同じ特性を持った個体が複数確認されている。能力入手元はマルシア。 |
| アンボイナガイ               | 舌が伸縮自在の歯舌になっていて、それを突き刺し神経毒を流し込むことが出来る。アネックスで防護服を奪い着用しているほか、パイプによる棒術のような戦闘技術を見せる。                             |
| ラーテル                     | 頭部が白髪。奪った防護服を着用している。パイプによる棒術を見せる。 分厚い皮膚により、西の発勁や慶次のパンチを受けても倒れないタフさを持つ。能力入手元はムテバ。                              |
| ハリモグラ                   | 体中に針の混ざった体毛が生えており両手も鋭い爪が生えている。地中を掘り、自在に素早く動ける。 同じ特性を持った個体が複数確認されている。能力入手元はペギー。                                  |
| タスマニアン・キング・クラブ | 硬質化し肥大化した腕を持つ。能力入手元は切断されたシルヴェスターの腕で、体格やデザインも変異後の彼に酷似している。                                                                           |
| 発電魚の一種                 | 頬に2本・口周りに4本の髭が生えている。 第2部終盤、地球で誕生したM.O.型として初めて登場する。第3部では中国軍人工島の幹部格として燈と対決する。                                                |
| モンハナシャコ               | 肥大化した両腕を持ち、パンチだけでも衝撃波を放つことができる。脚には鋭い棘があり、敵の体を切断する。ハーフパンツを履き、ボクサーのような動きを見せる。能力入手元は切断された慶次の腕。       |
| スマトラオオヒラタクワガタ   | 頭部にクワガタの顎を持っており、変異時のアレクサンドルとデザインが酷似している。能力入手元は切断されたアレクサンドルの腕。                                                                   |
| ミナミハナイカ               | 体表の色を変化させ、保護色で周囲に溶け込むことができる。イカの触腕を槍のように突き出して敵の体を貫く。能力入手元は切断された西の脚。                                                         |
| アルマジロ                   | 第3部に登場した個体。体を丸め、転がっての体当たりを攻撃手段とする。 服を着て一般人に紛れ東京タワーを襲撃する。                                                                               |
| 鳥の一種                     | 第3部に登場した個体。詳細な種類は不明。背中に翼が生えており、口元が嘴になっている。「オウギワシ」に変態したアレックスと同様に、遠距離からの投擲を攻撃手段とする。                            |
| クモの一種                   | 第3部に登場。力士型。腕が3対6本あり、足と合わせてベース生物と同じ「八本脚」である。クモの高い身体能力と力士型のパワーをあわせ持つ。                                                          |
| 走鳥類の一種                 | 第3部に登場。鳥の翼と鶏冠を持ち、足は鉤爪となっている。仲間のテラフォーマーを背負って地上を素早く走ることができる。                                                                          |

| 同化ベース | 特徴 |
| ---------- | --- |
| ヒグマ     | クマの毛皮を被ったような姿をしており本物のクマと区別がつかない。ヒグマ並みの体格を持つ個体にクマの爪、牙、毛皮などを手術で融合したものと推測されている。 クマと同様高い腕力と耐久性を持つが、それらと引き換えに飛行能力は失われている。                                                                              |
| クジラ     | イルカのような小型のものからシロナガスクジラのような大型のものまで多種類のクジラ型が登場。触角などの一部分を除き、実際のクジラとほぼ同じ外見・大きさである。上述のヒグマ型と同様の手法で生み出されたものと推測されている。「戦争」時にテラフォーマーたちが海から侵攻する際、さながら戦艦や空母の如く利用されている。 |

### スキンヘッド型
第1部の終盤で卵鞘より新たに生まれた変異種。それまでのテラフォーマーと違い頭髪がない。並外れて知能が高く、不気味な笑顔を浮かべるなど表情が豊か。動作も素早く洗練されている。1日と経たず孵化し、孵化直後でも体長は旧型の成虫と変わらず、すぐさま人間に対し敵意をもって戦う。全てのテラフォーマーたちの統率者的な立場にある。額に、それぞれの個体によって異なる模様を持つ。統率者的個体が死亡すると、新たに進化したスキンヘッド型が誕生する。
第2部では『＼・｜・／』を頭目として高度な組織を築いていた。死亡してもすぐに新たに生まれてくるわけではないが、代替わりして何匹か登場している。
〈祈る者(インヴォーカー)〉、『・｜・』
声 - 中田譲治 → ボルケーノ太田 (OVA)
「カリスマテラフォーマー」とも仮称される。独自の思惑を持ち、テラフォーマーの軍勢を統率して暗躍している。非常に高い知能とカリスマ性を持ち、テラフォーマーたちの中では特異的に、窮地に陥ると「自分の命が惜しくて逃げている」ような面を見せる。
初登場は第1部。一郎とウッドが地球に持ち帰ろうとした卵鞘から誕生。ウッドのエメラルドゴキブリバチの毒に対する耐性を持って産まれる。地球人の格闘技に即座にカウンターを返し、小吉の両手の毒針を引き千切るなど知能が高い。最終的には小吉の渾身の一撃により窓を突き破り船外へ放り出される。小吉と一郎が地球へ逃走する際にはまだ生存しており、後に再登場する。
西暦2610年（1部の10年後・2部の10年前）バグズ1号で火星から地球に襲来した。ロシアに宇宙船を撃ち落とされるも、仲間の「カイコガの糸の繭」で生き延び、潜伏。この時点で既に、（バグズ2号乗組員の遺体から作った）バグズ型テラフォーマーたちを引き連れていた。10年かけて密かに仲間を増やす。技術も進歩しM.O.型すら配下にいる。火星に残ったテラフォーマーたちからは偉大な聖人として崇められているようである。
第2部では序盤、腰布を巻いて銃を解体している様子が描かれた。バグズ型およびM.O.型のテラフォーマーを率いて北海道に出現。また核施設にて草間紫暮と戦い打ち倒す。
第3部では東京下水道内で捕獲したテラフォーマーの脳内映像の中で初登場。初めに映った姿が祈るような動作だったことから、蛭間一郎によって〈祈る者（インヴォーカー）〉と名付けられた。利害が一致する人間たちと協力し、秘密の施設で人間を飼育して人体実験を行っている。
その後、テレビ中継に突如として登場し、全世界の一般人がテラフォーマーの存在を知る。これを合図に南極大陸からテラフォーマーの軍勢を呼び、日本占領を図る。彼を殺しにやって来た朝太郎を逆に倒す。さらにテラフォーマーと人類が「和解のため」に設けた会見にて、中国の劉主席を殺す。イワンに倒され遺体をロシアに回収されるが、弱点を対策していたために生きており、胴体が頭部を回収してそのまま逃亡する。
左頬には20年前に小吉に殴られた時の傷跡が残り、トーガのような服を着ている。また朝太郎との戦いで右腕を欠損し、代わりに「小吉のスズメバチの左腕」を移植して補っている。さらに独自の外科手術により、急所たる「食道下神経節」を分散移動させており、対テラフォーマーのセオリー通りに胸部を破壊されても死なない。
『＼・／』
第1部に登場。インヴォーカーの双子。一郎に敗れ絶命。
『＼・｜・／』
第2部序盤に登場。第2部開始時点での火星テラフォーマーのリーダー。右目が斜視となっており、腰布を巻いている。表情豊かで、より複雑な鳴き声で会話のように喋る。高いカリスマ性と明確なビジョンでテラフォーマーたちを導いていたとされ、文字を開発し、テラフォーマーの社会システムを構築した。インヴォーカーの後を引き継ぎ、バグズ型テラフォーマーたちを生産した。
火星一日目の夜、満身創痍の第五班の前に現れ、アドルフを死に追いやる。重傷を負って逃げ出した後、切断された首がジョセフによって確認された。
『・｜・』※代理の王
突然変異のスキンヘッド型ではない、頭部に『・｜・』の模様を描いたテラフォーマー。
『＼・｜・／』の死に伴って代理の指導者に就いた。一人のカリスマに頼った形態から「学習し蓄積し進化する」形態へと変わった。これによりバグズ（M.O.）型テラフォーマーも、生産体制の変化からか複数個体が出てくるようになる。九頭龍を神と崇め、燈らに襲い掛かるも、凱将軍の特性でテラフォーマーの軍は瓦解し、王たる彼もまたエヴァの電撃で倒され死亡する。
『｜｜・｜｜』
第2部終盤に登場。トーガのような服を着ており、口元と耳にはピアスをしている。紅の毒素で充満したアネックス1号艦内で生まれ、免疫がある。艦内にあったイザベラ専用武器・攻撃用蹴球レガース『カルナバル・ド・パリス』を使いこなす。
救助艦との合流地点に向かうアネックス1号の面々の前に現れ、ニーナや竜二を殺す。生き残りメンバーを追い詰めるも、アレックスの遠隔投球で急所を撃ち抜かれて絶命する。
『・』
第2部最終盤に登場。「ハリモグラ型」のような針のついた毛皮を纏い、石削りのパイプを吸っている。小吉・アシモフ・劉を大群で取り囲み、力尽きさせる。その後は戦いをやめ、中国とニュートンの宇宙船が火星を去る様子を見届ける。

### その他のテラフォーマー
クローンテラフォーマー
バグズ1号より送られたテラフォーマーのサンプルから作られたクローン個体。世界各地のU-NASA研究所で複製されている。免疫寛容臓の研究やアネックス1号の乗組員の訓練用のために用いられるため、強さは7割ほどに抑えられているが、それでも普通の人間を殺傷するには十分なパワーと敏捷性を誇る。火星のテラフォーマーとは異なり、「じ」「じじ」という鳴き声を発する。

## 用語解説
テラフォーミング計画
地球の人口激増によって起こりうる環境破壊やエネルギー問題を懸念し、火星を人の住める環境にする計画。火星の地中に内在していることが判明した大量の二酸化炭素を火星を暖めることで流出させ、それによる温室効果で徐々に気温を上昇させることが目的。20世紀の科学者たちはその最初の手段として、ストロマトライトを改良して生まれた特殊な苔（藻類）とそれを食料とするように改良したゴキブリを火星に大量に放ち、地表を黒く染めることで太陽光を吸収し暖めることが可能ではないかと考え、2077年（バグズ1号が火星に向かう500年前）にゴキブリを放った。バグズ2号が火星に到着した時には、手術済みの乗組員が寒さを感じない気温になっていた。
U-NASA
アメリカワシントンD.C.にある国連宇宙局。バグズ計画を主導しており、バグズ手術の技術を独占している。バグズ1号から送られたテラフォーマーの首をサンプルとし、クローンテラフォーマーなどを作製して研究を重ねている。敷地内には手術用の病棟もある。2604年にアメリカ以外の加盟国からの圧力に負ける形で火星開発の計画を公表したが、バグズ1号、バグズ2号に関する詳細は隠蔽されている。
バグズ1号
2577年に火星へと向かった有人宇宙艦。乗組員は優秀な宇宙飛行士で構成されている。同年8月21日、火星到着後間もなく全滅し、地球との連絡が途絶える。その惨事は当時、何一つ公開されなかった。地球に向かって飛ばせる小型ポッドが備えてあり、壊滅直前にジョージがテラフォーマーのサンプルを送った。
第1部である22年後も電力は残っており、バグズ2号の乗組員が中に入ることができた。その後「祈る者」率いるテラフォーマーの地球侵攻の足に使われ地球到達時にロシアが撃墜、残骸をアメリカが回収していた。
バグズ2号
2599年にバグズ計画により火星へ向かった宇宙船。火星の大気圏に到着するまで39日を要した。裏口には車庫があり10人ほど乗れる6輪の自動車が格納されている。U-NASAは車とも通信が可能。
カイコガ
絹糸や貴重な動物性タンパク質を得られる食料として、バグズ2号に積み込まれていた。2620年の火星ではテラフォーマーによって飼育されており、地球上では退化して飛べないカイコガが火星では普通に飛び回っていたり、幼虫には人間の歯が生えたり、成虫には人間の指が生えるなど、わずか20年で著しい異常進化を遂げている描写がいくつか見られる。
アネックス計画
A・Eウイルスのワクチンを作り出すことを目的とする火星有人踏査計画。小吉が燈と出会った2619年時点では2年後の2621年に火星へ出発を予定していたが、主導権を握らんとする各国の思惑が交錯した結果、2620年3月4日にアネックス1号の出発が早まった。1人の司令官と14人の副司令官がいる。だが真の目的は、乗組員を扱ったM.O.手術の人体実験であり、テラフォーマーに武器を奪われるリスクがあると言いながら、強力な重火器などの武器を持ち込ませなかったのは、このためでもあった。事実上、火星における代理戦争となっている。
アネックス1号
2620年3月4日にアメリカ合衆国ネバダ州南部からM.O.手術を受けた100名の乗組員を乗せ火星へと打ち上げられた大型有人宇宙艦。バグズ2号と同じく到着までには39日を要する。乗組員は国・地域毎に6つの班に分かれている。艦内の居住エリアは人工的に低重力を作り出してある。幹部エリアは原則的に立ち入りが禁止されている。薬は倉庫、高速脱出機、幹部の個室に収納されている。ウイルス研究の設備が搭載されている。脱出機には薬の他に、40日分の飲み水、「虫籠」も装備されている。
一時は死亡を偽った第四班に占拠され、テラフォーマーたちによって半ば解体される。さらにテラフォーマーたちが地球に来れないように、ニュートン一族の仕込みで念入りに再起動を封じられる。
オフィサー
艦長である小吉を含む6人で構成される幹部。人間側の“兵器”とまで称される主力陣であり、各国より選り抜かれた対テラフォーマー戦のプロフェッショナルであり、通常のテラフォーマーを全く寄せ付けない実力を有する。主に軍隊出身者であり、6つの班の班長としてクルーたちを指揮する。
マーズ・ランキング
「火星環境下におけるゴキブリ制圧能力のランキング」、略称でM・A・R・Sランキング。テラフォーマーの生け捕りを前提にした制圧能力を各乗組員に対して格付けしたもの。上位には小吉を始めとしたオフィサーが名を連ねる。制圧能力には手術ベースの特性が影響しており、下位の者は戦闘向きの特性でないことも多いため通常のテラフォーマーにも全く敵わない。
専用武器
「マーズ・ランキング15位以内の者に限り」「己の技術か、己の特性を最大限に活かすもの」という条件付きで携帯を許可された武器。武器がテラフォーマーに奪われた際のリスクも考慮されており、本人でなければ特性を発揮できないものが多い。
日米班のみ、専用武器に変身薬として使用できるシステムが施されているものがある。例えば燈の『膝丸』は自身に刺すと変身薬を注入することができる。
プランα（プラン アルファ）
火星到着後、小吉の指揮により、アネックス1号を中心に全員で行うウイルス調査。オフィサーとマーズ・ランキング上位の者が前線に防衛線を張り、下位の者がその内側でサンプルの採取や研究を行い、目標数のウイルスを確保後に地球へと帰還する計画。
プランδ（プラン デルタ）
アネックス1号で帰還が不可能な際の予備プラン。100人を6つの班に分けて高速脱出機に乗り、全滅を避けるため別々の方向へ飛び火星へ着陸。着陸次第、アネックス1号へ集合し、ウイルス研究を続けながら、40日後に地球からの救助船により帰還する計画。独立した班の指揮は6人のオフィサーが行い、本艦の研究設備が大破していた場合は各班がテラフォーマーを捕獲する必要がある。
対テラフォーマー発射式蟲取り網
銃タイプの網射出器。網は強靭で、繊維強度はテラフォーマーの筋力の3倍以上。また鈍器としても使用可能。
小説『THE OUTER MISSION』にはこの試作機が登場する。
バグズ手術
「テラフォーマーの免疫寛容臓移植術」および「骨肉細胞における昆虫のDNA配列とのハイブリッド手術」の総称。火星環境での長時間任務を可能とするための手術で、昆虫のDNA配列を後天的に組み込み、軟弱な人間の骨肉細胞を昆虫のものに変化させることを可能にした。
テラフォーマーの免疫寛容能力が手術の基礎となっており、“開放血管系の併用”と“強化アミロースの甲皮”が目玉である。
実験段階では人と相性のいいショウジョウバエを使用すると他国の技術者には告げられていたが、強度が上がらず別の昆虫へ変更された。免疫寛容臓の移植によって拒絶反応を起こすとそのまま死亡してしまうため、手術の成功生存率は30パーセント程度。そのため、被験者には多額の報酬が支払われる代わりに命の保証がない。
注射器によって液体の薬剤を注入することで組織のバランスを崩して昆虫人間に「人為変態」し、手術ベースである昆虫の特性を引き出すことが可能となる。さらに大量の変身薬を一度に使用することで、体への負担と引き換えに爆発的な力を得る「過剰変態」状態になることができる。しかし、効果が長く続きすぎた場合、人間の体が持つ免疫によりショックを起こし死に至る。成分は肝臓と腎臓で分解されるため、臓器を損傷している場合は徐々に昆虫そのものの姿へと変化していくケースもある。
バグズ手術の次の可能性を示す4人
膝丸燈、ミッシェル・K・デイヴス、蛭間一郎、エヴァ・フロストの四人。燈は複数の能力を人工的に植え付けられたことから。ミッシェルはバグズ能力を遺伝で受け継いだという奇跡から。一郎とエヴァは不死性への着目から。
M.O.手術（モザイク オーガン オペレーション）
テラフォーマーに対抗するために生み出したもので、アネックス1号の乗組員に施された“人為変態”手術。バグズ技術を進歩させ、あらゆる生物がベースに使用できるようになった。さらに、「ツノゼミ類」で基礎スペックを上乗せすることも可能となっている。
手術の成功生存率はバグズ手術より改善されているが、いまだ36パーセント程度。女性の方が手術への適合性が高い。手術ベースは被験者の体質次第。原始的な生物ほど適合率は低く、術中死のリスクも高い。他にも様々なリスクを抱える。手術できるのは一人一種のみで、複数能力持ちのミッシェルや燈は生まれつきの特例である。
人としての組織を一度破壊し、別の生物の組織を再生するというプロセスを経て変態するため、骨折程度の怪我であれば一度変態し直すことで回復が可能。ただし薬は無制限に使えるような都合の良いものではなく、あくまで寿命を前借したドーピングである。
バグズ・M.O.両手術共通して、2つの能力体現の仕方がある。1つは、小吉のオオスズメバチやアシモフのタスマニアン・キング・クラブやマルコスのアシダカグモのような、純粋な身体の『強化手術』。人間のままでは能力が使えず、薬を注入することで初めて能力が発現する。
もう1つは、一郎のネムリユスリカや爆のチャツボボヤやエヴァのプラナリアのような、ベースとなった生物を皮膚・筋肉から神経・組織まで共存させる方法である。この手術を受けたものは、薬を打たずとも人間のままにしてベースとなった生物の特性を使用できることがある。ただし、先述の能力発現のベースより難易度が高い。
特に中国とドイツは独自の得意分野で先んじている。また人為変態に使用する薬の形態は手術の型によって異なり、注射器（昆虫型）・ガム（節足動物型）・電子タバコ（甲殻型）・カプセル剤（植物型）・粉末（魚類型）・未来座薬（軟体動物型）・アンプル（鳥類型）・膏薬（哺乳類型）・ドロップ（脊索動物型）と様々である。第3部ではどのタイプのベース生物にも使用できる変身薬が搭載された打ち込みガンが登場し、一警護社員が使用している。
免疫寛容臓（モザイクオーガン）
テラフォーマーの持つ“選択的免疫寛容”能力を司る臓器。バグズ手術にも使用されていた。異なる生物のDNAを共存させる働きを持つ。
不完全変態手術（ふかんぜんへんたいしゅじゅつ）
別名「紅式手術」と呼ばれる、先述のM.O.手術の能力発現の仕方の後者の亜種。中国が極秘に開発した新技術。薬を使って変態しなくとも、ツノゼミのブーストだけで並みの昆虫型程度の身体強化がすでに発現し、また通常時から手術ベース生物の能力を引き出すことが出来る。完全変態に対する不完全変態にちなんだ名称。非常時でもないのにベース生物の能力があることは社会での日常生活への弊害となり、地球帰還後の一般生活を送ることを保障されていない。
C.B.技術（キマイラ・ブラッド・オペレーション）
第3部より登場した本多晃の新技術。蛭間七星によって命名された。M.O.手術の人為変態に対し“天異変態”とも呼ばれる。専用の変身薬を用いて変態した後、腕に装着したユニットを他のM.O.能力者と接触させることで、約3分程度の短時間に限り互いに相手の手術ベースが発現する。テルムス・アクウァーティクスの酵素の働きで能力者のDNAを複製・増殖させることで、本来なら他者のものである能力が使用できるようになっている。相手の血を経口摂取するなどの手段でDNAを取り込んだ場合も同様の効果が得られるが、持続時間は数秒〜十数秒と非常に短くなる。
M.O.H.兵器（モザイク・オーガン・ハイブリッド）
第3部より登場した「脳の命令から発せられた信号で機械を動かす」「人間が出来ること以上の命令を行うと、使用者に大きな負担がかかる」技術。また、機械部分を使用者に合わせることでデメリットを克服、実用化に成功したマルコスの「アラクネバスターMk-VIII」が登場する。

ジャパン・ランキング
「地球環境下で対テラフォーマー戦を行った際、警備対象への防衛率」を基準評価としている。そのため敵テラフォーマーの生死は問わない。ランキングは変動制。
日本では自衛隊員や警察官に対するM.O.手術が行われていないためランキング対象者はほとんどが一警護社員だが、一部例外も存在する。
B・M・A（バイオ&メカニクスアーゲンター）
ドイツにある生体工学・機械工学を専門とする民間研究機関。機械による強化という軍研究所とは異なるM.O.技術の研究をしている。
ラハブ
彗星の衝突により失われた旧第5惑星。高度な文明が発展して惑星間を移動し、地球や火星に影響を与えたという。ニュートン一族によると火星にあるピラミッドに酷似した建造物「密集ピラミッド」はラハブの神々が建てたとされる。作中では長らく都市伝説とされてきたものの、テラフォーマーの登場によりラハブの超古代文明が実在した可能性が推測され始めた。
A・Eウイルス（エイリアン エンジン ウイルス）
2619年の地球で流行が危惧されている新種のDNAウイルス。42年前に突然現れ、20年前に急激に増えたことから火星由来のものとされている。致死率は100%であり、遺体から採取したウイルスを培養することは不可能。ワクチン開発のための研究サンプルを得るためにアネックス計画が実施されることとなった。
ロシアの仮説によると、その正体は人類が火星にやってきた時のために「ラハブ」が仕込んでおいたブービートラップ。その証拠として、人類が火星にやってきた時に真っ先に訪れるであろう地下に大量のウイルスが入ったキャリアが仕込まれていた。その予想に反して苔とゴキブリを送り込むという低予算プロジェクトが行われたことで、このウイルスがゴキブリに対して想定外のウィルス進化をもたらし生まれたのがテラフォーマーだと推測されている。
このウイルスに感染すると、脳や心臓など一部の臓器が変容してしまい、その過程で死んでしまう。しかし、変容した状態でワクチンによって治療できればその後のM.O.手術の成功率がほぼ100％となるという驚異的な恩恵が存在しており、これが各国がワクチンを切望する裏の事情となっている。

九頭龍（くずりゅう）
九頭龍拾参號。第四班の上司である中国軍が秘密裏に派遣した宇宙戦艦。艦長は凱将軍。
外見は先端に複合兵装（接近戦時はペンチ型マニピュレーター、中・遠距離時はレーザー砲）と内側に多数装備されたレーザー砲付きの八本のプレキシブルアームを装備したタコのような姿をしている。凱将軍の胞子をばらまく機能がある。ほか中性子兵器「大飞鏢（ダイフェイビャオ）」と自爆装置が搭載され、凱が死ぬと自爆するように設定されている。
乗員はほぼ全員が燈、ミッシェル、シルヴェスターらによって（M.O特性を見せることなく）壊滅。テラフォーマーからは来訪神として崇められ、また随所でクトゥルフに喩えられる。特に、火星脱出および地球再突入用の特殊フォームは「大袞（ダゴン）」の名を持つ。
フロンティア・スピリット
救命艇。中国がU-NASAに妨害工作をしていたため、裏をかいて国ではなく民間宇宙開発で秘密裏に建造した。打ち上げ場所は旧ロシア連邦デザ共和国。計画の主導は蛭間一郎・二郎による。
充実した医療設備を備えるが、軽量化を追求した構造のため燃料は1往復分など他の設備は最小限に留められ、武装はシールドのみ。
ノア1号
ニュートン一族の科学技術の粋を集めた自家用戦艦。黒い球体の形状をした小型の宇宙戦艦で、船底近くに「WE ARE THE COSMOS」と表記されている。
船体のいたるところに最新兵器が隠されており、艦周囲の敵を殲滅することができる。
ノア2号
第3部に登場。ノア1号とよく似た外見の黒い球体状の戦艦。ファティマ、雷、「祈る者」が中国軍人工島を離脱する際に使用した。反物質エンジンや重力波発生など作中の27世紀でも常識外れのオーバーテクノロジー装備を有している反面、資源の枯渇や資金の問題から大量生産できないという。
神奸達（スニーカーズ）
中国軍上層部やニュートン一族を指す名称。日本の防衛省や一警護が用いている他、雷博士も自称している。自分たちの利益のため敵生物に加担していることから、人（神）を裏切る者として、売国奴を意味する漢奸になぞらえてつけられた。また「スニーカー（忍び寄る者）」とは昆虫学の用語で、戦いではなく搦め手でメスに近づき子孫を残すオスの虫のことをいう。

## 制作背景
原作者の貴家悠は、当初は不良漫画を持ち込んだが、それを一読した編集者から「次は潜水艦か宇宙船か火星の漫画を描いてきて」と言われ、昔テレビ番組で見て覚えていた苔とゴキブリを用いた火星のテラフォーミング計画をSF漫画のアイデアとして選んだと言及している。
またキャラクターを印象付けるために、初登場時と退場時の見せ方を常に意識している。理由は初登場時はキャラクターを分かりやすく示さないと、覚えてもらえないためであり、退場時は勢いがないとその後のストーリーで忘れられてしまうためである。
そして台詞に関しては「決め台詞」「ナレーション」「日常会話」を用意し、決め台詞は意味よりもキャラクターの感情を勢いよく表現することを重視、ナレーションは状況説明、日常会話はその中間になるように意識していると語る。
作画の橘賢一は、キャラクターの武器などのデザインに関しては虫の複眼を例に挙げ、個性を取り入れつつも統一感を出すようにしていると語る。また基となる生物の特徴に囚われすぎず、格好良さを優先している。作画で最もこだわっているのはテラフォーマーの顔であり、人間に寄せすぎても、人間とは全く違いすぎても恐怖感がなくなるため、悩みながら描いていると語る。
戦い場面に関して、貴家はどのキャラクターがなぜ強いのかを分かりやすくするために「体格」「（ベースとなる）生物」「使用武術」「武器」「性別」が重ならないようにして、それぞれのキャラクター独自の戦いになるように意識している。これらの参考になるのは、梅澤春人の漫画『BØY』のハレルヤや荒木飛呂彦の漫画『ジョジョの奇妙な冒険』の空条承太郎であり、その際、戦い方を複雑にせず爽快感も重視していると語る。
以上、作品全体としては、ボールを投げる際の手の形や火星の地形を例に挙げて、細かな箇所にも現実感を持つように制作されている。そのためもあり、機械的な要素に関して、作中に登場する高速脱出機および対テラフォーマー発射式蟲取り網のメカニカルデザインとして、アニメーターの金世俊や九頭龍のメカニカルデザインとして相馬洋がクレジットされている。

## 外伝
以下は本編の登場人物の火星に来る前のエピソードを題材にした作品。
テラフォーマーズ外伝 RAIN HARD
アドルフ・ラインハルトを主人公にした外伝シリーズ第1作目。漫画：木村聡。
『ウルトラジャンプ』にて2014年11月号から2015年3月号まで連載された。
あらすじ
西暦2616年、U-NASAドイツ支部では、M.O.手術を研究する軍研究所とM.O.Hスーツと呼ばれる戦闘服による強化を研究するB・M・A（バイオ&メカニクスアーゲンター）のどちらが火星任務に就くか採用試験を行うことになる。
アネックス1号のドイツ代表幹部乗組員アドルフ・ラインハルトは、そこで15年前に別れた親友ハインリヒ・ネーゲルと再会するが、二人は組織の代表として争わなければならなくなる。試験が続く中、軍研究所の調査でスーツに使用する人工細胞のリスクの隠蔽が発覚し、B・M・AのM.O.Hスーツ開発は凍結される。
しかし人工細胞の侵食により残り僅かな寿命と悟ったハインリヒは逃走し、理不尽な改造手術で命を弄んだ人間に復讐を果たそうとする。

テラフォーマーズ外伝 アシモフ
シルヴェスター・アシモフを主人公にした外伝シリーズ第2作目。漫画：Boichi、ストーリー協力:藤原健市。
『グランドジャンプ』にて2015年23号から2016年14号まで連載された。
あらすじ
アネックス1号が打ち上げられる前の出来事。ロシアンマフィアが絡む「闇のジェド・マロース」事件への対処を命令されたアシモフは、調査を進めていく中で、この事件にテラフォーマーの卵鞘も絡んでいることを知り、激化する事態に巻き込まれていく。

テラフォーマーズ外伝 鬼塚慶次
鬼塚慶次を主人公にした外伝シリーズ第3作目。漫画：ののやまさき。
『ミラクルジャンプ』にて2016年1月号から5月号まで連載された。
あらすじ
火星出発直前の出来事。訓練に励む鬼塚慶次に届いたボクシング雑誌からの取材。その何気ない取材が、慶次の過去と因縁に繋がっていく。
また外伝作品に登場する技術として以下がある。
二重投与（オーバー・ドーズ）
外伝作品『アシモフ』に登場。人為変態の薬2種類を投与して変異する方法。体に急激な負荷がかかるため命の保証は出来ない。
M・O・Hスーツ（モザイク・オーガン・ハイブリットスーツ）
B・M・Aが15年かけて開発した次世代戦闘服。生産性を重視しており、M.O.手術を受けなければ装着は不可能だが、いずれは一般人でも使用できるように研究が進められていた。しかし実際は使用されている人工細胞が着用者の細胞を侵食するため、着用者は大量の薬を服用しなければならず、寿命が短くなるという致命的な欠陥が存在する。
『THE OUTER MISSION』では、本物のテラフォーマーに似せて作られた「テラフォーマー擬態型」というタイプが登場する。

### 『RAIN HARD』の登場人物
ハインリヒ・ネーゲル
B・M・A所属に所属する、M.O.Hスーツの被験者。通称はハイン。
幼少期にM.O.手術の実験台として両親に二束三文で売られたことから人間を憎んでおり、軍研究所で唯一の友人となったアドルフの他には動物にしか心を開かなかった。少年時代に起こった事件において彼の能力発現のきっかけを作るが、自身には能力発現の兆候が見られなかったため、他の研究機関に譲渡される。
成人して再会したアドルフの変わりように憤りを覚え、残り僅かな寿命をもって彼の目を覚まさせることを決意。アドルフと命懸けの決闘を繰り広げ息絶えた。
カール・シュバンツ
B・M・Aの主任研究員。M.O.Hスーツの開発者。
秘匿していたスーツの危険性が明るみに出て研究が凍結された後、アドルフとの決闘を望むハインリヒの手引きで身柄を拘束に来たU-NASAの調査員から逃亡。決闘用のスーツを開発し再起を図ろうとするが、用済みとなったためハインリヒに始末される。

### 『外伝 アシモフ』の登場人物
ヴワーク・ヘヴセンコ
元はアシモフの部下の軍人で「闇のジェド・マロース」の正体。
アシモフも認めるほどの強さの持ち主で、アシモフを「オヤジ」と呼び慕っていたが、彼がロシアの軍属になってからは「故国の裏切り者」として憎悪の念を抱き倒す相手としている。
A・Eウイルスに感染した娘リーリヤの命を盾にされ「スターリ」に協力し、そこでソコロフの実験台になっている。
リーリヤが死んだことをキッカケにサンクトペテルブルクの街中で怒りのまま暴れまくる。そこで単身乗り込んできたアシモフと互いに思いの丈をぶつけ合い、生身の素手喧嘩の末に敗北。直後、細胞が暴走し人為らざるものになろうとしたため、アシモフに今までの非を詫びて、首を折られ絶命する。
手術ベースは北極熊とミイデラゴミムシの複合型。人為変態時は成人男性の数倍となる巨躯となり北極熊の力を遺憾なく発揮する。またミイデラゴミムシの特性で、体内に1000リットルを越える燃焼ガスを貯蔵しており、1200度以上の燃焼温度の火炎を放射する。
タチヤナ
アシモフに従う女性軍人。階級は中尉。
M.O.手術不適合のため生身であり、任務時はアシモフたちの戦闘の後方支援に務める。
アシモフに想いを寄せており、自身の想いを伝えるが、アシモフからは「娘」として見ていると言われる。
暴走したヴワークを止めるため単身乗り込んで説得に向かうも、聞く耳を持たないヴワークに殺されてしまう。
ウラジミール・ソコロフ
M.O.手術に携わったロシアの博士。スターリと繋がっている。
ヴワークやリーリヤを実験台としてしか見ておらず、好き勝手に生体実験をしては自身の研究やテラフォーマーの卵鞘をスターリに横流していた。リーリヤの命を盾にヴワークを従わせるも、治療はせずにリーリヤを実験の結果死なせてしまう。
暴走したヴワークに大量破壊兵器「ピョートル巨砲」の操縦室に連れてこられ、巨砲の力に魅せられシステムを掌握する。侵入したエレナとイワンを防御システムで応戦し、2人をいたぶっていたところ、変態したアレクサンドルに撃退される。
ゴーゴリ、フレスタコフ
サンクトペテルブルクを根城にするロシアマフィア「スターリ」の頭目たち。
エレナ・ペレペルキナ
本編にも登場。アシモフの小隊に所属し任務にあたる。

### 『外伝 鬼塚慶次』の登場人物
南 虎冴（みなみ たいが）
現役時代の慶次がOPBFマッチで闘ったボクサー。慶次の引退後、八百長に手を染めていた。
ツノゼミによる身体強化の簡易的なM.O.手術を受けている。
武下 恵（たけした めぐみ）
慶次に取材に来たフリーライター。虎冴とは幼なじみ。
悪に染まっていく虎冴の心を変えるため、取材に乗じかつて彼が戦った慶次の下を訪れる。

## 小説
LOST MISSION（小説）
I 月の記憶
2599年、地球の中南米密林地帯では、リカバリー・ゾーン解放戦線軍というゲリラ部隊と政府軍との抗争が加熱していた。闇バグズ手術を施された兵士たちと1人の女性は、そこで遭遇したテラフォーマーと熾烈な戦闘を繰り広げていく。
II 悲母への帰還
バグズ2号が火星に向かったのと同時期、孤児の少女ギィは母親が向かったという火星に密航を図って宇宙に旅立つ。しかし宇宙船が襲撃され、彼女は凄惨な事件に巻き込まれていく。

THE OUTER MISSION（小説）
第1巻（スカベンジャーズ）
スカベンジャーズとはU-NASAワシントン監査部特殊問題対策局の通称。メンバーはM.O.手術の不完全適合者であることからアネックス1号の正規クルーに選ばれなかったトーヘイ・タチバナとエリザベス（リジー）・ルーニー。「クローン作成したテラフォーマーが外部に流出する」などの不測の事態への対処が主な任務内容で、詳細はU-NASAの上層部とアネックス1号の幹部クルーにしか知らされていない。
来るアネックス計画の準備が進む中、U-NASAの研究施設からクローン作製されたテラフォーマーの卵鞘が盗まれる事件が発生する。トーヘイとルーニーはテラフォーマーが解き放たれるのを未然に防ぐことを命じられて調査を進めていくが、それに連れて内通者の存在だけでなく、科学者ヤマバの計画を知ることになる。
第2巻（アウトサイダー）
卵鞘の盗難事件から1か月後、ヤマバと内通していたU-NASAの科学者ジャニス・リーがテラフォーマーらしき存在に連れ去られる事態が発生する。「スカベンジャーズ」というコンビ名を与えられたトーヘイとリジーは、ドイツ・南米第五班から派遣されたアネックス1号の正規クルーや陸軍と協力してジャニスの身柄を確保しようとするが、訪れた旧陸軍基地で赤い眼のテラフォーマーに襲撃される。多くの犠牲を払いながら、スカベンジャーズは自分たちに復讐心を抱くヤマバの娘レイナ・ヤマバと対峙する。
第3巻（ザ・パートナー）
中米、グランメキシコユカタン半島。マヤ時代のピラミッド遺跡に「謎の獣人」が出没するという情報を受けたスカベンジャーズは、河野開紀をリーダーとする調査チームと共に現地へ向かう。マルコス・E・ガルシア、アレックス・K・スチュワート、シーラ・レヴィットら問題児揃いのメンバーに振り回されながらも調査を進めるトーヘイとリジーだったが、問題の遺跡で待ち受けていたのは闇M.O.技術による改造テラフォーマーの軍勢だった。

### 『LOST MISSION』の登場人物
ルビオ（ルナ・ガルシア）
『LOST MISSION I 月の記憶』の主人公。グランメキシコ出身の17歳の男。手術ベースは投げ縄蜘蛛。ゲリラ組織「中南米リカバリー・ゾーン解放戦線」の志願兵の一人で、闇バグズ手術に生き残った4人のうちの1人。仲間からは金髪を理由に『ルビオ』の愛称で呼ばれている。
人為変態時は投げ縄蜘蛛の能力で手のひらに開いた穴から粘球のくっついた糸を出すことが出来る。ルナはこの糸を『スティッキースター』と呼んでおり、ゴキブリの動きを封じるのに使用していた。
小説のラストでは、本編に登場するマルコス・エリングラッド・ガルシアの父親になることが示唆される。
スカイラー・ベルウッド（スカイラー・サマーズ）
闇バグズ手術に生き残ったルビオがジャングルで出会い一目惚れした、素性不明の女性。ロニーを「パパ」と呼ぶ。
本名はスカイラー・サマーズで、ロニー・ベルウッドの妻。難病「ストーン熱」に罹って脳組織が損傷した際、治療のためにバグズ手術を施された。その能力によって年を取らないため、数十歳であるが若々しい外見のままである（寿命はいずれ迎える）。
手術ベースはクモヒトデ。高い再生能力を有し、薬さえ打てば首をもがれようと『再生』するが記憶までは復活しない。また、知能や言語能力には一部障害が残る。
マルコス・ピアザ、チビ（グレゴリオ）、色男セウ（セウ・フアレス）
闇バグズ手術に生き残った中南米リカバリー・ゾーン解放戦線の志願兵。手術ベースはマルコスがゾウカブト、グレゴリオがアメンボ、セウがサシガメ。
ロニー・ベルウッド
ルビオたちに闇バクズ手術を施した生物学者。2577年のバクズ1号の乗組員トーマス・ベルウッドの弟で、ドイツ支局のジェシカ・ベルウッドは義理の姉に当たる。
ストーン熱に冒された妻・スカイラーを助けるため非道な人体実験を繰り返し、バグズ手術の成功率が10%以下だった時代に、さらに先進的な「昆虫以外の生物によるバグズ手術」を成功させた。
ジェシカ・ベルウッド
本編にも登場。ルナにテラフォーマーのことや、義理の弟ロニーの研究について話す。特に彼の研究はジェシカにとっても悲願だったらしく、後に本編でエヴァの手術を成功させた際にロニーの名を呟いている。
ギィ
『LOST MISSION II 悲母への帰還』の主人公である9歳の少女。
張明明がアメリカでスパイとして捕まる前に産んだ子供。母親に会うために、密航して火星に向かおうとする。

### 『THE OUTER MISSION』の登場人物
トーヘイ・タチバナ（立花 東平）
声 - 武内駿輔
『THE OUTER MISSION』の主人公。日本・静岡出身の18歳の青年。
宇宙飛行士を目指し、孤児の身ながら飛び級で大学を卒業した人材だが、火事に見舞われた孤児院の再建のためにアネックス計画へ参加。免疫寛容臓との適合率が低かったため正規クルーには選ばれず、リジーとのコンビで地球での有事に対応するバックアップ要員「スカベンジャーズ」となった。空手二段の腕を持つ他、クラッキングなどの情報処理や様々な生物の特性にも精通しており、小吉たちオフィサーからその能力を高く評価されている。
手術ベースはドブネズミ。人為変態時は、ネズミの門歯同様に折れても伸びるエナメル質の刃が両手の甲に発現する。また、ネズミの体感時間を得ることでわずかな間ならば相手の動きをスローモーションで捉えることができる。U-NASAから支給されているファイブセブン・レプリカを用いた射撃も得意で、ネズミの体感時間により素早く移動するテラフォーマーの急所を正確に撃ち抜く。
本編にも第3部地球編より登場。アメリカ国籍となっており、「SPACIALs」チーム4の隊員として活動する。
エリザベス・ルーニー
声 - 井上遥乃
アメリカ出身の18歳の女性。通称は『リジー』。
かつては高校女子ボクシングの全米チャンピオン。ボクサーの父親をリング禍で死なせた対戦相手の娘と試合した際、今度はリジーがその娘を死なせてしまったという過去を持つ。遺族からは責められなかったものの、周囲から「殺人ボクサー」と揶揄・中傷されていた。そのため、報酬を賠償金として自主的に支払うつもりで、また半ば自殺志願のような形でM.O.手術を受ける。トーヘイと同じく免疫寛容臓との適合率から正規クルーに漏れ、「スカベンジャーズ」となった。
元世界チャンピオンである慶次の大ファン。彼の前では落ち着きなく振る舞い、サインを貰えた際には大喜びしていた。
自身の父親を死なせてしまったボクサーとその娘が日系人だったことから、物語当初は日本人を毛嫌いしていた。
手術ベースはイエネコのアメリカンショートヘア。人為変態時は両手がグローブのように変化し、ボクシングの技術を合わせることでテラフォーマーの甲皮を容易く打ち抜くパンチを繰り出す。グランメキシコでの任務以降では新たな武器としてネコの顔の造形が施された特殊鋼のナックルガードを装備する。
本編にはトーヘイと同様に地球編より登場し、「SPACIALs」チーム4の隊員として活動している。
ジャニス・リー
U-NASA哺乳類型M.O.手術担当チームに所属する女性科学者。トーヘイとリジーに盗まれたテラフォーマーの卵鞘を回収するように指示する。『THE OUTER MISSION』シリーズ通しての黒幕的存在。
本編に登場するバグズ2号乗組員のゴッド・リーの娘であり、父を死なせたU-NASAへの恨みから、デールたちに協力して卵鞘を盗ませていた。
U-NASAへの背信が発覚し捕らえられるが、レイナの手引きで脱走。彼女の死後はヤマバ・アーカイブの支援を受けて独自の改造テラフォーマーを作りだす。
デール・ギブソン
アネックス計画に志願していた男性。ヤマバの指示でU-NASAからテラフォーマーの卵鞘を盗み逃走したが、追跡してきたトーヘイたちとの戦闘で負傷し、孵化したテラフォーマーに殺害された。
手術ベースは高度な擬態を行うことで知られるアトランティック・ロングアーム・オクトパスで、自分の容貌を別人のように変化させることができる。
ヤマバ
日本人科学者。元々は本多の助手であり、彼がU-NASAを出奔した後は独自に研究を進め、自らにM.O.手術を施すことに成功した。
テラフォーマーを万物の霊長として崇拝しており、卵鞘を盗んで独自の手術を施そうと画策。結果、ライオンのDNAを組み込むことに成功したが、変態を維持するために薬を使いすぎたことが原因で死亡した。
手術ベースはサムライアリ。フェロモンを偽装させることでテラフォーマーと意思疎通をとることができる。ただし、変態が解ければその効果も失われるため、長時間テラフォーマーと接する場合は変身薬を投与し続けなければならない。
YA（ヤマバ・アーカイブ）
ヤマバが生前残していた人工知能。彼の研究データを引き継いでいる。
レイナ・ヤマバ
2巻に登場。ヤマバの娘で、父親とテラフォーマーの研究を行っていた。父を殺して研究データを奪ったU-NASAを憎んでおり、直接的な原因を作ったトーヘイとエリザベスへの復讐のため自身に無理矢理M.O.手術や機械化を施術する。その弊害で寿命を削りながらも彼らと対峙し死亡した。
手術ベースは父親同様のサムライアリを基本にしつつも、脚部には敏捷性に優れたカマドウマ、右腕にはパワーに優れたカブトムシ、左手に奥の手としてミイデラゴミムシの特性を組み込んでいる。
ジークフリート・バルツァー
2巻に登場。レイナに付き従う金髪碧眼の男。愛称はジーク。
愛するレイナのため、自身の命も顧みず彼女の復讐に加担している。テラフォーマーに擬態したM.O.H.スーツを着用し戦う。
スーツ装着のためM.O.手術も受けており、手術ベースはドーベルマン。人為変態すると並外れた持久力を得る。
ミハル
3巻に登場。トーヘイが施設にいたころ、姉と慕っていた人物。マヤ遺跡の事件での重要人物。
チャルチ
3巻に登場。ジャガーに人為変態する。マヤ遺跡の事件でスカベンジャーズと対立する。
エヴァ・フロスト
本編にも登場。イザベラ、サンドラと共に訓練としてスカベンジャーズの作戦に同行する。
テラフォーマー（短期培養型）
ヤマバ親子が製作したクローンテラフォーマー。通常の個体とは、赤い複眼を備えるという違いがある。キイロショウジョウバエのDNAを用いることで生殖サイクルが短くなったゴキブリのDNAが組み込まれており、卵鞘から孵化するとすぐに成体へ成長する。しかしその反動で寿命は3日と短く、6割程度しか力を発揮できない他、前もって生殖機能を破壊されているため繁殖もできない。
後にジャニスにより、成長速度がやや遅くなる代わりに戦闘能力を8割まで発揮できるクロショウジョウバエのDNAを用いた「タイプB」が開発された。
| 手術ベース   | 特徴 |
| ------------ | --- |
| ライオン     | 小説『THE OUTER MISSION』に登場。 手術ベースが遺伝した子世代も登場する。                                                     |
| テルシオペロ | 小説『THE OUTER MISSION』に登場。 下半身がベース生物の蛇そのものになっている。口腔や腕に備えた牙から強力な出血毒を分泌する。 |

## スピンオフ漫画
テラフォーマーズ妄想訓練記 教えて！ミッシェル教官
ミッシェルを主人公に、アネックス1号乗組員の訓練時代の出来事を描くギャグ漫画。漫画：セレビィ量産型。単行本は全1巻。
『ミラクルジャンプ』にて2014年7月号から12月号まで連載された。
今日のテラフォーマーズはお休みです。
火星ではない別の惑星に到着したアネックス1号の乗組員たちの騒動を描くギャグ漫画。漫画：服部昇大。単行本は全6巻。
『となりのヤングジャンプ』にて2014年6月11日から2016年10月12日まで連載。
テラフォポリス ばっかも〜ん！ 出る杭課24時
本編の登場人物が、日本の警察官として騒動を巻き起こすギャグ漫画。原作：銅☆萬福、漫画：柴乃櫂人。単行本は全1巻。
『ジャンプ改』にて連載された。
てらほくん
小学生の膝丸燈が主人公となり、謎の生物『てらほくん』を飼うことから始まる騒動を描くギャグ漫画。漫画：フォビドゥン澁川。
週刊ヤングジャンプ2016年6・7合併号から20号まで連載された。

## アニメ
2014年からOVAとテレビアニメの2メディアで展開。なお、このアニメ版では作品英題名を『TERRAFORMARS』（「TERRA」と「FORMARS」にスペースを挟んでいない）としている。ナレーションは石井康嗣が担当する。
単行本1巻にあたる「バグズ2号編」が前後編のOVAとして制作され、2014年8月20日発売の単行本10巻OVA同梱版に前編「00-01 THE ENCOUNTER 既知との遭遇」が、11月発売の単行本11巻OVA同梱版に後編「00-02 UNDEFEATED 敗れざる者たち」が同梱された。
単行本2巻以降にあたる「アネックス1号編」をテレビアニメとして2014年9月より12月までTOKYO MX、朝日放送、CBCテレビ、テレ朝チャンネル1、BS11にて放送された。火星出発前のエピソードの幾つかが省略されているほか、テレビ放送版では一部シーンに自主規制処理が施されており、一部回はオリジナルバージョンを期間限定でネット配信した。
2015年8月には続編の制作が発表され、2016年4月より6月まで『テラフォーマーズ リベンジ』（TERRAFORMARS REVENGE、以下第2期）のタイトルで放送された。スタッフが大幅に入れ替えられており、OVA・第1期ではあまり見られなかったギャグ描写が加えられている。
単行本第21・22巻には、第3部「地球編」にあたるOVAが付属する。
2期リベンジが、2020年6月1日にビビッドアーミーとコラボした。

### スタッフ
|                               | OVA                                                        | テレビアニメ                                               | テレビアニメ                                               |
| 第1期                         | OVA                                                        | 第2期                                                      |                                                            |
| ----------------------------- | ---------------------------------------------------------- | ---------------------------------------------------------- | ---------------------------------------------------------- |
| 原作                          | 貴家悠 / 橘賢一 （集英社「ヤングジャンプ・コミックス」刊） | 貴家悠 / 橘賢一 （集英社「ヤングジャンプ・コミックス」刊） | 貴家悠 / 橘賢一 （集英社「ヤングジャンプ・コミックス」刊） |
| 監督                          | 浜崎博嗣                                                   | 浜崎博嗣                                                   | 福田道生                                                   |
| 助監督                        | 尾崎隆晴                                                   | 尾崎隆晴                                                   | N/A                                                        |
| シリーズ構成                  | ヤスカワショウゴ                                           | ヤスカワショウゴ                                           | 荒川稔久                                                   |
| キャラクターデザイン          | 筱雅律（メイン） 木村智                                    | 筱雅律（メイン） 木村智                                    | 碇谷敦、相澤伽月                                           |
| メカデザイン                  | 相馬洋（メカ・生物） 新妻大輔                              | 相馬洋（メカ・生物） 新妻大輔                              | 枝松聖、由利聡                                             |
| プロップデザイン              | 新妻大輔                                                   | 新妻大輔                                                   | N/A                                                        |
| プロップデザイン              | 原修一、尾崎隆晴                                           | N/A                                                        | N/A                                                        |
| グラフィックデザイン          | N/A                                                        | 渡部岳                                                     | N/A                                                        |
| 3DCGI                         | 相馬洋                                                     | 相馬洋                                                     | 名倉晋作（3D監督）                                         |
| 美術監督                      | 春日美波                                                   | 春日美波                                                   | 春日美波                                                   |
| 美術設定                      | 成田偉保                                                   | 成田偉保                                                   | 成田偉保                                                   |
| 美術設定                      | 小倉奈緒美                                                 | 小倉奈緒美                                                 | N/A                                                        |
| 美術設定                      | 尾崎隆晴                                                   | N/A                                                        | N/A                                                        |
| 色彩設計                      | 堀川佳典                                                   | 堀川佳典                                                   | 辻田邦夫                                                   |
| 撮影監督                      | 石塚恵子                                                   | 石塚恵子                                                   | 加藤伸也                                                   |
| 編集                          | 長谷川舞                                                   | 長谷川舞                                                   | 近藤勇二                                                   |
| 音響監督                      | 山口貴之                                                   | 山口貴之                                                   | 山口貴之                                                   |
| 音楽                          | 村井秀清                                                   | 村井秀清                                                   | 和田貴史                                                   |
| 音楽プロデューサー            | 岡田こずえ                                                 | 岡田こずえ                                                 | 岡田こずえ                                                 |
| プロデューサー                | 大森啓幸、篠崎真哉、酒井雅人、田中聡、柳村努               | 大森啓幸、篠崎真哉、酒井雅人、田中聡、柳村努               | 大森啓幸、篠崎真哉、酒井雅人、田中聡、柳村努               |
| プロデューサー                | N/A                                                        | N/A                                                        | 岩元秀聡、宮田成彬                                         |
| アニメーション プロデューサー | 里見哲朗                                                   | 里見哲朗                                                   | 里見哲朗                                                   |
| アニメーション プロデューサー | 土田大亮                                                   | 土田大亮                                                   | 漆山淳                                                     |
| アニメーション制作            | LIDENFILMS                                                 | LIDENFILMS                                                 | LIDENFILMS                                                 |
| アニメーション制作            | N/A                                                        | N/A                                                        | TYOアニメーションズ                                        |
| 製作                          | Project TERRAFORMARS                                       | Project TERRAFORMARS                                       | Project TERRAFORMARS R                                     |

### 主題曲
テレビ第1期
オープニングテーマ「AMAZING BREAK」（第2話 - 第12話）
作詞 - 松山晃太、堀江晶太 / 作曲・編曲 - 堀江晶太 / 歌 - TERRASPEX / ボーカル - 松山晃太
第13話ではエンディングテーマとして使用。
エンディングテーマ
「Lightning」（第1話 - 第7話、第10話 - 第12話）
作詞・作曲・編曲 - 堀江晶太 / 歌 - TERRASPEX / ボーカル - 松山晃太
「火星」（第8話）
作曲 - グスターヴ・ホルスト
組曲『惑星』より。
「Requiem」（第9話）
作曲 - 村井秀清 / ヴォーカル - Minako "mooki" Obata

テレビ第2期
主題歌（オープニングテーマ）
「荒涼たる新世界」（第1話 - 第4話、第7話、第10話、第12話）
作詞・作曲 - ダミアン浜田 / 編曲 - 聖飢魔II、怪人松崎様 / 歌 - 聖飢魔II
「PLANET / THE HELL」（第5話、第6話、第8話、第9話、第11話、第13話）
作詞・作曲 - ダミアン浜田 / 編曲 - 聖飢魔II、怪人松崎様 / 歌 - 聖飢魔II
第4話では挿入歌として使用。

エンディングテーマ
「Red Zone」（第1話 - 第3話、第9話）
作詞 - TANUKICHI☆ / 作曲 - TAMACHAN☆ / 編曲 - ハマサキユウジ / 歌 - Zwei
「Strength」（第4話、第5話、第7話、第8話、第13話）
作詞 - TANUKICHI☆ / 作曲 - TAMACHAN☆ / 編曲 - 夏目悠一郎 / 歌 - Fuki
「Revolution」（第6話、第10話 - 第12話）
作詞 - TANUKICHI☆ / 作曲 - TAMACHAN☆ / 編曲 - ハマサキユウジ / 歌 - nao

挿入曲「石川啄木-初恋」（第1話）
作曲 - 越谷達之助 / 編曲 - 和田貴史

### 各話リスト
| 話数  | サブタイトル               | 脚本             | 絵コンテ | 演出              | 作画監督                                                | 総作画監督      |
| ----- | -------------------------- | ---------------- | -------- | ----------------- | ------------------------------------------------------- | --------------- |
| 00-01 | THE ENCOUNTER 既知との遭遇 | ヤスカワショウゴ | 浜崎博嗣 | 尾崎隆晴          | 八木元喜、佐川遥、坂本一也 鴨居知世、木村智             | 高田晴仁 木村智 |
| 00-02 | UNDEFEATED 敗れざる者たち  | ヤスカワショウゴ | 尾崎隆晴 | 尾崎隆晴 牧野吉高 | 吉田伊久雄、八木元喜、村谷貴志 横山愛、栗原基彦、原修一 | 高田晴仁 箕輪豊 |

| 話数  | サブタイトル                       | 脚本             | 絵コンテ                   | 演出              | 作画監督 | 総作画監督    |
| 第1期 | 第1期                              | 第1期            | 第1期                      | 第1期             | 第1期 | 第1期         |
| ----- | ---------------------------------- | ---------------- | -------------------------- | ----------------- | --- | ------------- |
| 01    | SYMPTOM 変異                       | ヤスカワショウゴ | おざわかずひろ 浜崎博嗣    | おざわかずひろ    | 吉田伊久雄、八木元喜、栗原基彦 | 筱雅律        |
| 02    | DEPARTURE 出陣                     | ヤスカワショウゴ | 牧野吉高 浜崎博嗣 若林漢二 | 牧野吉高          | 山本晃宏、山村俊了、門智昭 栗原基彦、坂本一也、原修一 仲盛文（メカ・エフェクト）                                                                      | 筱雅律 木村智 |
| 03    | TO MARS 災いの星へ                 | ヤスカワショウゴ | 坂本一也                   | 嵯峨敏            | 江上夏樹、村上直紀、斉藤大輔 | 木村智        |
| 04    | WAR 全面戦争                       | ヤスカワショウゴ | 吉岡忍 浜崎博嗣            | 吉岡忍            | 坂本一也、佐川遥、牧田昌也 | 筱雅律        |
| 05    | EXCEPTIONAL TWO 奇跡の子           | ヤスカワショウゴ | 三沢伸                     | 大嶋博之          | 半田修平 | 木村智        |
| 06    | 2 MINUTES 2分間                    | ヤスカワショウゴ | 小木曽伸吾                 | 小木曽伸吾        | 橋本浩一、佐川遥、坂本一也、門智昭 | 木村智        |
| 07    | CRAB 猛士                          | ヤスカワショウゴ | 渡邊哲哉                   | 上野史博          | 中澤勇一、津熊健徳、渡邊和夫 成松義人、田澤潮 | 筱雅律        |
| 08    | DER ZITTERAAL 電撃生物             | ヤスカワショウゴ | おざわかずひろ             | おざわかずひろ    | 佐野隆雄、八木元喜、栗原基彦、原修一 中野良一、吉田伊久雄、山本晃宏                                                                                   | 横山愛        |
| 09    | TOO SAD TO DIE 雷雨の一粒          | ヤスカワショウゴ | 村川健一郎                 | 有冨興二          | 山村俊了、高橋麺吾、門智昭 箕輪豊、星ノ郷ごはん | 筱雅律        |
| 10    | DESIRE 願い                        | ヤスカワショウゴ | 松尾衡                     | のがみかずお      | 中野良一、山本晃宏、吉田伊久雄、栗原基彦 八木元喜、佐川遥、西脇拓己、油井徹太郎 門智昭、石橋大輔、斉藤佳子、明珍宇作 木村智 / 川原智弘（エフェクト）  | 木村智        |
| 11    | BOXER ボクサー                     | ヤスカワショウゴ | 福田道生                   | おざわかずひろ    | 箕輪豊、原修一、吉田伊久雄、栗原基彦 中野良一、門智昭、山本晃宏、八木元喜 松岡謙治、増田俊介、上野卓志、田澤潮 今中俊輔、臼田美夫、徳田夢之介、横山愛 | 横山愛        |
| 12    | SHOOTING STAR 軌道と無軌道         | ヤスカワショウゴ | 牧野吉高                   | 牧野吉高          | 木村智、高田晴仁、小林利充、栗原基彦 原修一、吉田伊久雄、中野良一、門智昭 八木元喜、服部聰志、清水勝祐、鳥井隼人 増田俊介 / 新妻大輔（メカ）          | 木村智        |
| 13    | TERRA FOR MARS 彼方と此方          | ヤスカワショウゴ | 尾崎隆晴                   | 尾崎隆晴          | 木村智、箕輪豊、横山愛、小林利充 栗原基彦、吉田伊久雄、中野良一、原修一 門智昭、八木元喜、服部聰志、増田俊介 坂本一也、上野卓志、金久保典江           | 筱雅律        |
| 第2期 |                                    |                  |                            |                   | |               |
| 01    | 2ND GENERATION 特別な二人          | 荒川稔久         | 福田道生                   | 有冨興二          | 橋本浩一、菊永智英、石橋大輔、小林俊充 山村俊了、うつのみや理（アクション）                                                                           | 碇谷敦        |
| 02    | CENTURY OF RAISING ARMS 怒りの艦長 | 荒川稔久         | 福田道生                   | きみやしげる      | 野田智弘、Seo Jeong-ha 関崎高明（アクション） | 吉田南        |
| 03    | FRIEND HERE 同盟見参               | 千葉克彦         | 相澤伽月                   | 山田雅之          | 門智昭、山村俊了、佐川遥 石橋大輔、菊地勝則 | 北原広大      |
| 04    | TRIPLE COMBAT 三つ巴               | 千葉克彦         | 茉田哲明                   | 茉田哲明          | 飯飼一幸、八木元基、太田里香、菊永智英 烏山冬美、橋本浩一、関崎高明（アクション）                                                                     | 吉田南        |
| 05    | MAN ON A MISSION 兵士と父親        | 成田良美         | 山本靖貴                   | 山本靖貴          | 野田智弘、丸山修二、陣内美帆 Seo Jeong-ha、Choi Jung-gi、Park Ga-young 関崎高明（アクション）                                                         | 北原広大      |
| 06    | STRATEGY AND TACTICS 武器と術      | 玉井☆豪          | 内田信吾                   | 内田信吾 有冨興二 | 門智昭、鳥山冬美、高田奈央子、芳賀恵理子 橋本浩一、石橋大輔、阿部達也 大峰輝之、菊地勝則、菊永智英 うつのみや理（アクション）                         | 吉田南        |
| 07    | HAPPY BIRTHDAY 最初の一日          | 玉井☆豪          | 初見浩一                   | ひいろゆきな      | 碇谷敦、熊谷哲矢、野田智弘 関崎高明（アクション） | 北原広大      |
| 08    | WEB OF BEND 猟師の網               | 千葉克彦         | 吉岡忍                     | 小平麻紀          | 山村俊了、菊永智英、石橋大輔、橋本浩一 阿部達也、太田里香、大峰輝之 うつのみや理（アクション）                                                        | 吉田南        |
| 09    | THE FOREMOST 首位                  | 成田良美         | 福田道生                   | 田中智也          | 山﨑展義、浅利歩惟 関崎高明（アクション） | 碇谷敦        |
| 10    | NO PLACE TO HIDE 群体              | 成田良美         | 初見浩一                   | 川久保圭史        | 山本晃宏、門智昭、菊永智英、八木元喜 橋本浩一、山﨑展義、大峰輝之、西脇拓己 増田俊介、菊池勝則、北原広大                                              | 北原広大      |
| 11    | SILENCE OR VIOLENCE 不言の拳       | 荒川稔久         | 山本靖貴                   | 山本靖貴          | 熊谷哲矢、野田智弘、陣内美帆、滝吾郎 関崎高明（アクション）                                                                                           | 吉田南        |
| 12    | STRENGTH OF WEAKEST 持たざる者の魂 | 玉井☆豪          | 福田道生                   | 有冨興二          | 山村俊了、菊永智英、門智昭、石橋大輔 大峰輝之、坂本一也、鳥山冬美、山本晃宏 橋本浩一、八木元喜、吉田南                                                | 北原広大      |
| 13    | THE 12 SECONDS 12秒の革命          | 荒川稔久         | 福田道生                   | 福田道生          | 浅利歩惟、熊谷哲矢、高橋和徳 野田智弘、東美帆 | 碇谷敦 吉田南 |

### 放送局
| 放送期間                 | 放送時間                     | 放送局            | 対象地域   | 備考                          |
| ------------------------ | ---------------------------- | ----------------- | ---------- | ----------------------------- |
| 2014年9月27日 - 12月20日 | 土曜 0:30 - 1:00（金曜深夜） | TOKYO MX          | 東京都     |                               |
| 2014年10月2日 - 12月25日 | 木曜 2:14 - 2:44（水曜深夜） | 朝日放送          | 近畿広域圏 | 『水曜アニメ〈水もん〉』第1部 |
|                          | 木曜 2:58 - 3:28（水曜深夜） | CBCテレビ         | 中京広域圏 |                               |
| 2014年10月3日 - 12月26日 | 金曜 0:00 - 0:30（木曜深夜） | テレ朝チャンネル1 | 日本全域   | CS放送 / リピート放送あり     |
| 2014年10月4日 - 12月27日 | 土曜 0:30 - 1:00（金曜深夜） | BS11              | 日本全域   | BS放送 / 『ANIME+』枠         |

| 配信期間        | 配信時間                     | 配信サイト         | 備考            |
| --------------- | ---------------------------- | ------------------ | --------------- |
| 2014年10月3日 - | 金曜 1:00（木曜深夜） 更新   | GYAO!              | 最新話1週間無料 |
|                 | 金曜 1:00 - 1:30（木曜深夜） | ニコニコ生放送     |                 |
|                 | 金曜 1:30（木曜深夜） 更新   | ニコニコチャンネル | 最新話1週間無料 |
| 2014年10月6日 - | 月曜 0:00（日曜深夜） 更新   | バンダイチャンネル |                 |

| 放送期間               | 放送時間                     | 放送局            | 対象地域   | 備考                          |
| ---------------------- | ---------------------------- | ----------------- | ---------- | ----------------------------- |
| 2016年4月2日 - 6月25日 | 土曜 1:05 - 1:35（金曜深夜） | TOKYO MX          | 東京都     |                               |
| 2016年4月3日 - 6月26日 | 日曜 1:50 - 2:20（土曜深夜） | テレビ愛知        | 愛知県     |                               |
| 2016年4月7日 - 6月30日 | 木曜 2:44 - 3:14（水曜深夜） | 朝日放送          | 近畿広域圏 | 『水曜アニメ〈水もん〉』第2部 |
| 2016年4月8日 - 7月1日  | 金曜 1:00 - 1:30（木曜深夜） | BS11              | 日本全域   | BS放送 / 『ANIME+』枠         |
| 2016年4月14日 - 7月7日 | 木曜 0:30 - 1:00（水曜深夜） | テレ朝チャンネル1 | 日本全域   | CS放送 / リピート放送あり     |

### BD / DVD
| 巻 | 発売日         | 収録話          | 規格品番   | 規格品番   |
| 巻 | 発売日         | 収録話          | BD         | DVD        |
| -- | -------------- | --------------- | ---------- | ---------- |
| 1  | 2014年12月19日 | 第1話 - 第2話   | 1000536783 | 1000536790 |
| 2  | 2015年1月28日  | 第3話 - 第4話   | 1000536784 | 1000536791 |
| 3  | 2015年2月25日  | 第5話 - 第6話   | 1000536785 | 1000536792 |
| 4  | 2015年3月25日  | 第7話 - 第8話   | 1000536786 | 1000536793 |
| 5  | 2015年4月22日  | 第9話 - 第10話  | 1000536787 | 1000536794 |
| 6  | 2015年5月27日  | 第11話 - 第12話 | 1000536788 | 1000536795 |
| 7  | 2015年6月24日  | 第13話          | 1000536789 | 1000536796 |

| 巻  | 発売日         | 収録話          | 規格品番   | 規格品番   |
| 巻  | 発売日         | 収録話          | BD         | DVD        |
| --- | -------------- | --------------- | ---------- | ---------- |
| 1   | 2016年6月22日  | 第1話 - 第2話   | 1000603669 |            |
| 2   | 2016年7月27日  | 第3話 - 第4話   | 1000603670 |            |
| 3   | 2016年8月24日  | 第5話 - 第6話   | 1000603671 |            |
| 4   | 2016年9月28日  | 第7話 - 第8話   | 1000603672 |            |
| 5   | 2016年10月26日 | 第9話 - 第10話  | 1000603673 |            |
| 6   | 2016年11月23日 | 第11話 - 第12話 | 1000603674 |            |
| 7   | 2016年12月21日 | 第13話          | 1000603675 |            |
| BOX | 2016年9月28日  | 第1話 - 第13話  |            | 1000603659 |

### CD
| 発売日         | タイトル                                             | アーティスト               | 規格品番                                  |
| -------------- | ---------------------------------------------------- | -------------------------- | ----------------------------------------- |
| 2014年11月12日 | AMAZING BREAK                                        | TERRASPEX                  | 1000527683                                |
| 2014年11月12日 | Lightning                                            | TERRASPEX                  | 1000527684                                |
| 2015年1月28日  | TERRAFORMARS O.S.T MARS                              | 村井秀清                   | 1000544114                                |
| 2016年4月13日  | 荒涼たる新世界／PLANET / THE HELL                    | 聖飢魔II                   | BVCL-714（通常盤） BVCL-715（期間限定盤） |
| 2016年5月25日  | Red Zone〜THE ANIMATION “TERRAFORMARS REVENGE” SONGS | Zwei、Fuki、 nao、聖飢魔II | FPBD-2620                                 |

### Webラジオ
『RADIO TERRAFORMARS 〜バグズ2号航海記録〜』が、2014年7月19日より音泉およびHiBiKi Radio Stationにて毎週土曜日配信された。パーソナリティは細谷佳正（膝丸燈 役）。2014年9月27日からは、テレビアニメ放映開始に合わせ、番組タイトルが『RADIO TERRAFORMARS 〜アネックス1号航海日誌〜』へリニューアルされた。2015年3月28日をもって終了。
2016年3月31日から7月28日までは第2期の放送に合わせて『テラフォーマーズラジオ ヒゲとボインが地球を救う！』がHiBiKi Radio Stationにて毎週木曜日に配信された。パーソナリティは木内秀信（小町小吉 役）とたかはし智秋（三条加奈子 役）。
ゲスト
「バグズ2号航海記録」
- 第2回：杉田智和（蛭間一郎 役）
- 第3回：小清水亜美（ヴィクトリア・ウッド 役）
- 第4回：小山力也（ドナテロ・K・デイヴス 役）
- 第6回：橋詰知久（ティン 役）
- 第7・8回：木内秀信（小町小吉 役）
- 第9回：川澄綾子（秋田奈々緒 役）
- 第10回：中田譲治（アレクサンドル・グスタフ・ニュートン 役）

「アネックス1号航海日誌」
- 第12回：KENN（アレックス・カンドリ・スチュワート 役）
- 第14回：たかはし智秋（三条加奈子 役）
- 第15回：茅野愛衣（シーラ・レヴィット 役）
- 第17回：伊藤静（ミッシェル・K・デイヴス 役）
- 第19回：赤羽根健治（イワン・ペレペルキナ 役）
- 第20回：遊佐浩二（アドルフ・ラインハルト 役）
- 第21回：KENN、石川界人（マルコス・エリングラッド・ガルシア 役）、茅野愛衣 ※公開録音
- 第25回：津田健次郎（ゴッド・リー 役）
- 第26回：木内秀信
- 第27回：石川界人
- 第30回：石塚運昇（シルヴェスター・アシモフ 役）
- 第32回：奈良徹（アレクサンドル・アシモフ 役）
- 第35回：豊崎愛生（柳瀬川八重子 役）
- 第36回：貴家悠（原作者）

「ヒゲとボインが地球を救う！」
- 第4回：細谷佳正
- 第5回：伊藤静
- 第8・9回：奈良徹
- 第10回：Zwei（エンディングテーマ担当アーティスト）
- 第11回：ささきのぞみ（紅 役）
- 第14回：小村哲生（劉翊武 役）
- 第15回：小村哲生、石塚運昇
- 第16回：遊佐浩二
- 第17回：貴家悠

| ラジオCD「RADIO TERRAFORMARS バグズ2号航海記録」     | ラジオCD「RADIO TERRAFORMARS バグズ2号航海記録」 | ラジオCD「RADIO TERRAFORMARS バグズ2号航海記録」 | ラジオCD「RADIO TERRAFORMARS バグズ2号航海記録」 | ラジオCD「RADIO TERRAFORMARS バグズ2号航海記録」 |
| Vol.                                                 | 発売日                                           | 新規撮り下ろし特別版ゲスト                       | 過去配信回                                       | 規格品番                                         |
| ---------------------------------------------------- | ------------------------------------------------ | ------------------------------------------------ | ------------------------------------------------ | ------------------------------------------------ |
|                                                      | 2014年12月24日                                   | 杉田智和                                         | 第1回 - 第10回                                   | HBKM-0023                                        |
| ラジオCD「RADIO TERRAFORMARS アネックス1号航海日誌」 |                                                  |                                                  |                                                  |                                                  |
| 1                                                    | 2015年3月25日                                    | たかはし智秋                                     | 第11回 - 第19回                                  | HBKM-0038                                        |
| 2                                                    | 2015年5月27日                                    | 伊藤静                                           | 第20回 - 第36回                                  | HBKM-0050                                        |

## 映画
「バグズ2号編」をベースとした実写映画が2016年4月29日に公開。『インターステラー』の製作チームと共に邦画としては初めてアイスランドで撮影が行われた。
原作では各国が関わっていたバグズ計画は、日本が単独で秘密裏に行っていたという設定に変更された。それに伴い、バグズ2号乗組員も全員が日本人（ただしゴッド・リーは正確な出自が不明、連城マリアは密入国者）として再設定されている。

### キャスト（映画）
カッコ内は原作で同じ手術ベースのキャラクター。
- 小町小吉 - 伊藤英明[45]
  - 概ね原作に近い設定だが、スラム街出身であることや父を殺してしまった奈々緒の罪を被り犯罪者となった点などが異なる。
- 秋田奈々緒 - 武井咲[46]
  - 小吉が死刑に処せられるのを防ぐためにバグズ計画に参加したという設定に変更されている[47]。テラフォーマーに襲われ死亡した後、安置されていた遺体が蛾の姿に変異した状態で小吉たちの前に現れ、彼らが生き残る手助けをした。
- 武藤仁（ティン） - 山下智久[46]
  - 元キックボクサー。
- 蛭間一郎 - 山田孝之[46]
  - 天才ハッカーという設定に変更されており[47]、体型も普通。貧しい家族を養うために打ち込んでいた研究を企業が買ってくれると決まった矢先、教授に嵌められ成果を奪われた挙句大学も追われてしまったため、バグズ計画に参加する。
- ゴッド・リー - ケイン・コスギ[46]
  - 中東の紛争地区で戦っていた純日本人。無敵の兵士として名を馳せていた元テロリストであり、不死身の男「ゴッド・リー」と呼ばれていた。
- 森木明日香（ヴィクトリア・ウッド） - 菊地凛子[46]
  - 元刑事。押収した現金に手を出して失職し、計画に参加。
- 堂島啓介（ドナテロ・K・デイヴス） - 加藤雅也[46]
  - 寄せ集めの乗組員の中では唯一正規の宇宙飛行士だが、かつて理不尽な上司を殴って半身不随にさせてしまい、出世の道を断たれていた。
- 大張美奈（張明明） - 小池栄子[46]
  - 普段の髪型は原作と異なるが、変態時には原作と同じような髪型に変化する。
- 大迫空衣（ジャイナ・エイゼンシュテイン） - 篠田麻里子[46]
  - 元少女売春組織のリーダー。
- 手塚俊治（テジャス・ヴィジ） - 滝藤賢一[46]
  - 連続殺人犯。
- 連城マリア（マリア・ビレン） - 太田莉菜[46]
  - 元売春婦。
- 榊原 - 福島リラ[46]
- 吉兼丈二（ジョーン・ウェルソーク） - 渋川清彦[48]
  - 暴力団員
- 総田敏雄 （トシオ・ブライト）- 青木健[48]
- 町岡隆太 （ルドン・ブルグスミューラー）- 長尾卓也[48]
- 虎丸陽（陽虎丸） - 黒石高大[48]
  - 暴力団員。
- 石原仁志
- 小橋正佳
- ワダタワー
- 千葉善紀
- もりのめぐみ
- 奈苗
- 柄本かのこ
- 茂手木桜子
- ナレーション - 池田秀一
- 秋田奈々緒の養父 - 的場浩司
- 大学教授 - 国広富之
- 女子大生 - 谷村美月
- 蜷川みほ
- 横光克彦
- 本多晃 - 小栗旬[46]
  - こちらでは独特のファッションセンスの持ち主かつ、日本政府の支援を受けて計画を立案し、小吉たちを勧誘した設定に変更されている[47]。

### スタッフ（映画）
- 原作 - 貴家悠 / 橘賢一『テラフォーマーズ』（集英社「週刊ヤングジャンプ」連載）
- 監督 - 三池崇史
- 脚本 - 中島かずき[49]
- 音楽 - 遠藤浩二
- 主題歌 - 三代目 J Soul Brothers from EXILE TRIBE「BREAK OF DAWN」（rhythm zone）
- 製作 - 福田太一、茨木政彦、榎本善紀、中村理一郎、寺島ヨシキ、奥野敏聡、小笠原明男、宮本直人、坂本健
- エグゼクティブプロデューサー - 小岩井宏悦
- プロデューサー - 坂美佐子、前田茂司
- 共同プロデューサー - 足立聡史、篠崎真哉、新藤正人、岩元秀聡
- 企画協力 - 増澤吉和（集英社「週刊ヤングジャンプ」編集部）
- 撮影 - 山本英夫（J.S.C.）
- 照明 - 小野晃
- 美術 - 林田裕至
- 録音・整音 - 中村淳
- 録音 - 小林圭一
- 装飾 - 坂本朗
- セットデザイナー - 郡司英雄
- 編集 - 山下健治
- 助監督 - 倉橋龍介
- サウンドエフェクト - 北田雅也
- キャラクタースーパーバイザー - 前田勇弥
- 特殊メイク・クリーチャースーツ - 松井祐一
- ヘアメイクディレクター - 冨沢ノボル
- キャラクターリファイン（テラフォーマー） - 寺田克也
- キャラクターリファイン（バグズ2号キャラクター） - SHOHEI
- キャラクターコーディネーター - 山口義高
- スタントコーディネーター - 辻井啓伺、出口正義
- VFXスーパーバイザー - 太田垣香織
- コンポジットスーパーバイザー - 橋本聡
- VFXエディター - 神谷朗
- VFXコーディネーター - 川出海
- キャスティングプロデューサー - 杉野剛
- ラインプロデューサー - 今井朝幸、善田真也
- 制作担当 - 青木智紀
- 特別協賛 - アース製薬
- アイスランド側プロダクション協力 - Sagafilm
- 配給 - ワーナー・ブラザース映画
- 制作プロダクション - OLM
- 制作協力 - 楽映舎
- 製作 - 映画「テラフォーマーズ」製作委員会（ワーナー・ブラザース映画、集英社、京楽産業ホールディングス、電通、エイベックス・ピクチャーズ、OLM、エー・チーム、GYAO、ローソンHMVエンタテイメント）

### 関連作品（映画）

#### ドラマ
『テラフォーマーズ / 新たなる希望』のタイトルで2016年4月24日よりdTVで配信された。映画の前日談で、小吉たちが火星行きメンバーに選ばれるまでの経緯を描く内容になっている。監督は山口義高。映画の監督を務める三池は監修という形で参加している。

##### キャスト（ドラマ）
- 小町小吉 - 伊藤英明
- 秋田奈々緒 - 武井咲
- 大迫空衣 - 篠田麻里子
- 連城マリア - 太田莉菜
- 的場浩司
- 吉兼丈二 - 渋川清彦
- 総田敏雄 - 青木健
- 虎丸陽 - 黒石高大
- 森木明日香 - 菊地凛子
- 堂島啓介 - 加藤雅也
- 菅野洋平 - 林遣都
- 小池昇 - 菅谷哲也
- 辻村茜 - 藤井武美
- 平田智之 - 山口祥行
- 藤沢幸彦 - 久保田秀敏
- 高峰正行 - 団時朗
- 丸高愛実
- 細田佳央太
- 鈴木ありさ
- 篠原湊大
- 寿大聡
- 木原勝利
- ナレーション - 池田秀一
- 小田桐美和 - 高岡早紀

##### スタッフ（ドラマ）
- 『テラフォーマーズ』原作 - 貴家悠 / 橘賢一（集英社「週刊ヤングジャンプ」連載）
- 監修 - 三池崇史
- 監督 - 山口義高
- 脚本 - 青木万央
- 音楽 - 遠藤浩二
- 主題歌 - 三代目 J Soul Brothers from EXILE TRIBE「BREAK OF DAWN」（rhythm zone）
- 製作総指揮 - 村本理恵子
- エグゼクティブプロデューサー - 小岩井宏悦
- チーフプロデューサー - 三宅裕士
- プロデューサー - 鈴木健太郎、坂美佐子、前田茂司
- 編成 - 森下正樹、清水永順
- 撮影 - 山本英夫
- 照明 - 小野晃
- 美術 - 林田裕至
- 録音 - 小林圭一
- 装飾 - 坂本朗
- セットデザイナー - 郡司英雄
- 編集 - 神谷朗
- 音響効果 - 西村洋一
- キャラクタースーパーバイザー - 前田勇弥
- 特殊メイク・クリーチャースーツ - 松井祐一
- ヘアメイクディレクター - 冨沢ノボル
- キャラクターリファイン（テラフォーマー） - 寺田克也
- キャラクターリファイン（バグズ2号キャラクター） - SHOHEI
- スタントコーディネーター - 出口正義
- キャスティングプロデューサー - 杉野剛
- ラインプロデューサー - 今井朝幸、善田真也
- 助監督 - 倉橋龍介
- 制作担当 - 青木智紀
- VFXスーパーバイザー - 太田垣香織
- 制作プロダクション - ワーナー・ブラザース映画、OLM
- 制作協力 - 楽映舎
- 製作・著作 - BeeTV

#### コラボレーション
劇場マナーCM
109シネマズとのコラボレーションで制作。
じょうじラボ
アース製薬とのコラボレーションで運営されたスペシャルサイト。

### 成績・評価
興行成績ランキングは7位（4月30日〜5月6日）→10位（5月7日〜5月13日）と推移して、以降10位以内から消えた（興行通信社調べ）。日本における配給収入は5,512,622米ドル（公開初日である4月29日のレート1米ドル＝106.3円で換算すると約5億8599万1719円）。

## ゲーム
テラフォーマーズ 紅き惑星の激闘
ニンテンドー3DS用ソフトとして、フリューより2015年4月2日に発売。
テラフォーマーズ G（ギガ）バトル
2014年末に発表したGREE向けソーシャルゲームの新タイトル。同社サービス運用開始10周年記念キャンペーン第2弾の対象。
テラフォーマーズ バスターズ-進化の雛形-
基本プレイ無料のモバイル端末用アプリ。
| 手術ベース             | 特徴 |
| ---------------------- | --- |
| ウロコフネタマガイ     | ゲーム描き下ろしオリジナルテラフォーマー。表面を覆う鋭いウロコを防御や刃物として使用する。能力入手元はボーン。 第3部の本編にも別個体が登場。 |
| ヌタウナギ             | ゲーム描き下ろしオリジナルテラフォーマー。 全身がヌルヌルの粘液に包まれている。能力入手元はヨウ。                                            |
| フンコロガシ           | ゲーム描き下ろしオリジナルテラフォーマー。 自重の1141倍の重さの物を転がすことが出来る。                                                      |
| ジャンピング・チョーヤ | ゲーム描き下ろしオリジナルテラフォーマー。 全身に鋭い針が生えている。                                                                        |

## パチスロ
パチスロ テラフォーマーズ
京楽より2016年6月20日導入。
| 手術ベース       | 特徴 |
| ---------------- | --- |
| ギガノトサウルス | 「パチスロ テラフォーマーズ」に登場した個体。様々なメディアを通じて初の古代絶滅種型。人間を見下ろすほどの巨体で、人間体のテラフォーマーで最大級の大きさになる。 |

## 書誌情報

### 漫画本編
- 貴家悠（作）・橘賢一（画） 『テラフォーマーズ』 集英社〈ヤングジャンプ・コミックス〉、既刊23巻（2024年7月18日現在）
  1. 「1st MISSION 既知との遭遇」[注 34] 2012年4月24日発行（4月19日発売[集 1]）、ISBN 978-4-08-879270-5
  2. 「2nd MISSION 最悪との再会」2012年8月22日発行（8月17日発売[集 2]）、ISBN 978-4-08-879396-2
  3. 「3rd MISSION 適者の遺伝子」2012年11月24日発行（11月19日発売[集 3]）、ISBN 978-4-08-879459-4
  4. 「4th MISSION 男たちの惑星」2013年2月24日発行（2月19日発売[集 4]）、ISBN 978-4-08-879523-2
  5. 「5th MISSION 雷雨の一粒」2013年5月22日発行（5月17日発売[集 5]）、ISBN 978-4-08-879561-4
  6. 「6th MISSION 炎の瞳」2013年8月24日発行（8月19日発売[集 6]）、ISBN 978-4-08-879630-7
  7. 「7th MISSION 野望の大地」2013年11月24日発行（11月19日発売[集 7]）、ISBN 978-4-08-879684-0
  8. 「8th MISSION 我のある生物たち」2014年2月24日発行（2月19日発売[集 8]）、ISBN 978-4-08-879754-0
  9. 「9th MISSION 父の仇」2014年5月24日発行（5月19日発売[集 9]）、ISBN 978-4-08-879796-0
  10. 「10th MISSION 蠱毒の現場」2014年8月25日発行（8月20日発売[集 10]）、ISBN 978-4-08-879888-2
    - OVA同梱版、ISBN 978-4-08-908211-9

  11. 「11th MISSION 希望の鋼」2014年11月24日発行（11月19日発売[集 11]）、ISBN 978-4-08-890042-1
    - OVA同梱版、ISBN 978-4-08-908212-6

  12. 「12th MISSION 神の発明」2015年2月24日発行（2月19日発売[集 12]）、ISBN 978-4-08-890118-3
  13. 「13th MISSION 白雨の一粒」2015年5月24日発行（5月19日発売[集 13]）、ISBN 978-4-08-890154-1
  14. 「14th MISSION 異邦人の進撃」2015年8月24日発行（8月19日発売[集 14]）、ISBN 978-4-08-890245-6
  15. 「15th MISSION 戦いの進化」2015年11月24日発行（11月19日発売[集 15]）、ISBN 978-4-08-890285-2
  16. 「16th MISSION 悪の自然史」2016年3月23日発行（3月18日発売[集 16]）、ISBN 978-4-08-890375-0
  17. 「17th MISSION 戦士の帰還」2016年4月24日発行（4月19日発売[集 17]）、ISBN 978-4-08-890398-9
  18. 「18th MISSION 豊穣なる新世界」2016年8月24日発行（8月19日発売[集 18]）、ISBN 978-4-08-890483-2
  19. 「19th MISSION 正義の外周」2016年11月23日発行（11月18日発売[集 19]）、ISBN 978-4-08-890521-1
  20. 「20th MISSION 我の無い生物たち」2017年2月22日発行（2月17日発売[集 20]）、ISBN 978-4-08-890587-7
  21. 「21st MISSION 聖地への集結」2018年8月22日発行（8月17日発売[集 21]）、ISBN 978-4-08-890637-9
    - アニメDVD同梱版、ISBN 978-4-08-908293-5

  22. 「22nd MISSION 涙の闘士たち」2018年11月24日発行（11月19日発売[集 22]）、ISBN 978-4-08-891165-6
    - アニメDVD同梱版、ISBN 978-4-08-908336-9

  23. 「23rd MISSION 戦争のための大地」2024年7月23日発行（7月18日発売[集 23]）、ISBN 978-4-08-891203-5

### 外伝
- 木村聡（画）・貴家悠、橘賢一（原案）『テラフォーマーズ外伝 RAIN HARD』 集英社〈ヤングジャンプ・コミックス〉、全1巻
  - 2015年2月19日発売[集 24]、ISBN 978-4-08-890123-7
- Boichi（画）・貴家悠、橘賢一（原案）『テラフォーマーズ外伝 アシモフ』 集英社〈ヤングジャンプ・コミックス〉、全2巻
  1. 2016年3月18日発売[集 25]、ISBN 978-4-08-890382-8
  2. 2016年8月19日発売[集 26]、ISBN 978-4-08-890488-7
- ののやまさき（画）・貴家悠、橘賢一（原案）『テラフォーマーズ外伝 鬼塚慶次』 集英社〈ヤングジャンプ・コミックス〉、全1巻
  - 2015年4月19日発売[集 27]、ISBN 978-4-08-890437-5

### スピンオフ漫画
- セレビィ量産型（画）・貴家悠、橘賢一（原案）『テラフォーマーズ妄想訓練記 教えて！ミッシェル教官』 集英社〈ヤングジャンプ・コミックス〉、全1巻
  - 2014年11月19日発売[集 28]、ISBN 978-4-08-890050-6
- 服部昇大（画）・貴家悠、橘賢一（原案）『今日のテラフォーマーズはお休みです。』 集英社〈ヤングジャンプ・コミックス〉、全6巻
  1. 2014年11月19日発売[集 29]、ISBN 978-4-08-890020-9
  2. 2015年5月19日発売[集 30]、ISBN 978-4-08-890201-2
  3. 2015年8月19日発売[集 31]、ISBN 978-4-08-890242-5
  4. 2016年3月18日発売[集 32]、ISBN 978-4-08-890433-7
  5. 2016年8月19日発売[集 33]、ISBN 978-4-08-890434-4
  6. 2016年11月18日発売[集 34]、ISBN 978-4-08-890518-1
- 柴乃櫂人（画）・銅☆萬福（原作）・貴家悠、橘賢一（原案）『テラフォポリス ばっかも〜ん！ 出る杭課24時』 集英社〈ヤングジャンプ・コミックス〉、全1巻
  - 2014年11月19日発売[集 35]、ISBN 978-4-08-890075-9
- フォビドゥン澁川（画）・貴家悠、橘賢一（原案）『てらほくん』 集英社〈ヤングジャンプ・コミックス〉、全1巻
  - 2016年5月19日発売[集 36]、ISBN 978-4-08-890450-4

### 小説
テラフォーマーズ LOST MISSION
原作・挿絵：貴家悠・橘賢一、小説：東山彰良(I)、平山夢明(II)。ジャンプ ジェイ ブックス（集英社）より刊行。
1. テラフォーマーズ LOST MISSION I 月の記憶、2014年8月20日発売、ISBN 978-4-08-703328-1
2. テラフォーマーズ LOST MISSION II 悲母への帰還、2016年4月19日発売、ISBN 978-4-08-703394-6

テラフォーマーズ THE OUTER MISSION
原作・表紙絵：貴家悠・橘賢一、小説：藤原健市、挿絵・口絵：安倍𠮷俊（1巻）、前嶋重機（2巻）、ニリツ（3巻）。ダッシュエックス文庫（集英社）より刊行。全3巻。
2014年11月21日にダッシュスクエア文庫レーベル創刊記念キャンペーンとして、アニメイトグループの各店舗でレーベル作品の3冊購入特典で配布された小冊子に、第1巻冒頭のシナリオを別視点から描いた書下ろし短編が収録された。
1. 『テラフォーマーズ THE OUTER MISSION I スカベンジャーズ』、2014年11月21日発売、ISBN 978-4-08-631009-3
2. 『テラフォーマーズ THE OUTER MISSION II アウトサイダー』、2015年8月25日発売、ISBN 978-4-08-631068-0
3. 『テラフォーマーズ THE OUTER MISSION III ザ・パートナー』、2016年5月25日発売、ISBN 978-4-08-631116-8

## 単行本未収録

### 読切・短編
- テラフォーマーズ1（『週刊ヤングジャンプ』2011年27号）
  - 公式ウェブサイトで公開されている[57]。
- テラフォーマーズ外伝 GREAT DEVOTION CASE1 AKARI（『ミラクルジャンプ』2013年13号）
- テラフォーマーズ外伝 GREAT DEVOTION CASE2 SHONAN（『ミラクルジャンプ』2013年15号）
- テラフォーマーズ オマケ漫画～腕ずもう編～ (単行本7巻発売記念小冊子収録)
  - 公式ウェブサイトで公開されている[57]。
- テラフォーマーズ 特別読切 (週刊少年ジャンプ2014年44号）
- テラフォーマーズ 第0話 人類編 新宿駅限定読切 (東京メトロ丸ノ内線新宿駅メトロプロムナード掲示、2015年8月24日-8月30日)
- テラフォーマーズ 第0話 害虫編 新宿駅限定読切 (東京メトロ丸ノ内線新宿駅メトロプロムナード掲示、2015年8月24日-8月30日)
- テラフォーマーズ外伝 GREAT DEVOTION CASE3 BACK TO THE EARTH（2016年3月）